# NHL Entry Draft 1997
Der NHL Entry Draft 1997 fand am 21. Juni 1997 in der Civic Arena in Pittsburgh im US-Bundesstaat Pennsylvania statt. Bei der 35. Auflage des NHL Entry Draft wählten die Teams der National Hockey League (NHL) in neun Runden insgesamt 246 Spieler aus. Als First Overall Draft Pick wurde der kanadische Center Joe Thornton von den Boston Bruins ausgewählt. Auf den Positionen zwei und drei folgten Patrick Marleau für die San Jose Sharks und Olli Jokinen für die Los Angeles Kings.
Als einer der stärkeren Jahrgänge der 1990er Jahre zeichnete sich der Entry Draft 1997 dadurch aus, dass viele Spieler der ersten Wahlrunde die in sie gesetzten Erwartungen erfüllen konnten. Unter ihnen befinden sich mit Thornton, Marleau und Marián Hossa drei Akteure mit 1000 Scorerpunkten sowie unter anderem Roberto Luongo, Eric Brewer, Sergei Samsonow, Daniel Cleary, Scott Hannan und Brenden Morrow. Erwähnenswerte Spieler der weiteren Runden sind unter anderem Henrik Tallinder, Maxim Afinogenow, Jason Chimera, Brian Campbell, David Aebischer, Shawn Thornton und Andrew Ference. In die Hockey Hall of Fame wurden bisher nur Marián Hossa und Roberto Luongo aufgenommen. Ferner befanden sich unter den 246 Picks zwölf zusätzliche Wahlrechte, die gemäß dem Collective Bargaining Agreement jene Teams erhielten, die bestimmte Spieler über die Free Agency im Sommer 1996 verloren hatten.

## Draft-Reihenfolge

### Lotterie
| Nr. | Team                | Chance |
| 1.  | Boston Bruins       | 30,0 % |
| 2.  | San Jose Sharks     | 21,0 % |
| 3.  | Los Angeles Kings   | 15,1 % |
| 4.  | Toronto Maple Leafs | 10,9 % |
| 5.  | New York Islanders  | 8,0 %  |

| Nr. | Team                | Chance |
| 6.  | Calgary Flames      | 5,9 %  |
| 7.  | Tampa Bay Lightning | 4,2 %  |
| 8.  | Carolina Hurricanes | 2,8 %  |
| 9.  | Washington Capitals | 1,6 %  |
| 10. | Vancouver Canucks   | 0,5 %  |

Die 1995 eingeführte Draft-Lotterie wurde mit den gleichen Modalitäten fortgesetzt. Die Boston Bruins gewannen diese als schwächstes Teams der abgelaufenen Saison 1996/97, sodass keine Veränderung an der Reihenfolge zustande kam. Diese entsprach demzufolge der umgedrehten Abschlusstabelle der Vorsaison, wobei jedoch erst alle Mannschaften an der Reihe waren, die die Playoffs verpasst hatten. Anschließend folgten alle Playoff-Teams, ebenfalls gemäß ihrem Punktestand und unbeeinflusst vom Erfolg in der post-season.

### Transfer von Erstrunden-Wahlrechten
| Pick | Datum             | Von                 | Zu                  | Modalitäten |
| ---- | ----------------- | ------------------- | ------------------- | --- |
| 4    | 13. März 1996     | Toronto Maple Leafs | New York Islanders  | Die Maple Leafs sandten Darby Hendrickson, Sean Haggerty, Kenny Jönsson sowie ihr Erstrunden-Wahlrecht nach New York und erhielten dafür Wendel Clark, Mathieu Schneider und D. J. Smith.                                                    |
| 8    | 26. August 1994   | Carolina Hurricanes | Boston Bruins       | Die Hurricanes (bzw. zu dieser Zeit noch die Whalers) sandten ihr Erstrunden-Wahlrecht sowie jeweils ein Erstrunden-Wahlrecht in den Drafts 1995 und 1996 nach Boston und erhielten dafür Glen Wesley.                                       |
| 15   | 28. Juli 1995     | St. Louis Blues     | Edmonton Oilers     | Die Blues mussten ihre Erstrunden-Wahlrechte in den Drafts 1996 und 1997 als Kompensation für die Verpflichtung von Free Agent Shayne Corson an die Oilers abgeben.                                                                          |
| 15   | 4. August 1995    | Edmonton Oilers     | St. Louis Blues     | Die Oilers schickten die beiden Wahlrechte wenig später zurück zu den Blues und erhielten dafür Curtis Joseph sowie die Rechte an Mike Grier.                                                                                                |
| 15   | 27. Februar 1996  | St. Louis Blues     | Los Angeles Kings   | Die Blues sandten Craig Johnson, Patrice Tardif, Roman Vopat, ihr Erstrunden-Wahlrecht sowie ein Fünftrunden-Wahlrecht im NHL Entry Draft 1996 nach Los Angeles und erhielten dafür Wayne Gretzky.                                           |
| 16   | 16. August 1996   | Phoenix Coyotes     | Chicago Blackhawks  | Die Coyotes sandten Alexei Schamnow, Craig Mills sowie ihr Erstrunden-Wahlrecht nach Chicago und erhielten dafür Jeremy Roenick. |
| 22   | 9. Oktober 1996   | Detroit Red Wings   | Carolina Hurricanes | Die Red Wings sandten Paul Coffey, Keith Primeau sowie ihr Erstrunden-Wahlrecht nach Carolina (bzw. zu dieser Zeit noch Hartford) und erhielten dafür Brendan Shanahan sowie Brian Glynn.                                                    |
| 23   | 15. Dezember 1996 | Philadelphia Flyers | Carolina Hurricanes | Die Flyers sandten Kevin Haller, ihr Erstrunden-Wahlrecht sowie ein Siebtrunden-Wahlrecht in diesem Draft nach Carolina (bzw. zu dieser Zeit noch Hartford) und erhielten dafür Paul Coffey sowie ein Drittrunden-Wahlrecht in diesem Draft. |
| 23   | 21. Juni 1997     | Carolina Hurricanes | San Jose Sharks     | Die Hurricanes sandten das Erstrunden-Wahlrecht der Hurricanes nach San Jose und erhielten dafür ein Zweitrunden-Wahlrecht in diesem Draft sowie ein Drittrunden-Wahlrecht im NHL Entry Draft 1998.                                          |

## Draft-Ergebnis

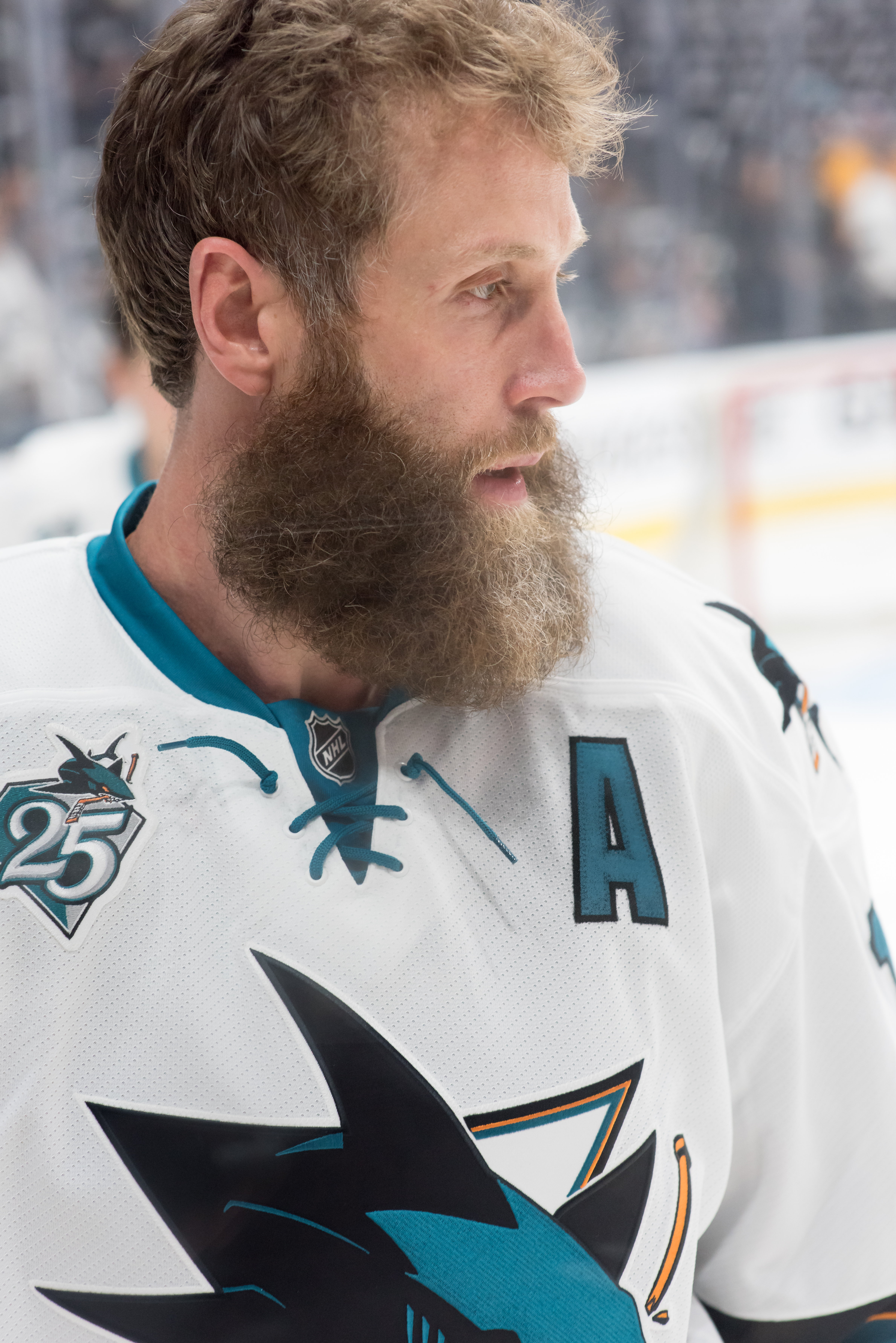
Joe Thornton, gewählt an Position 1

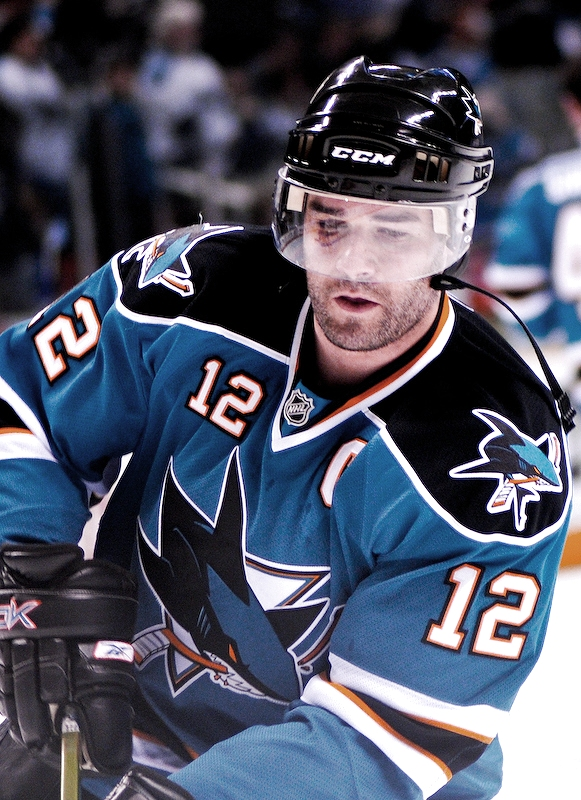
Patrick Marleau, gewählt an Position 2

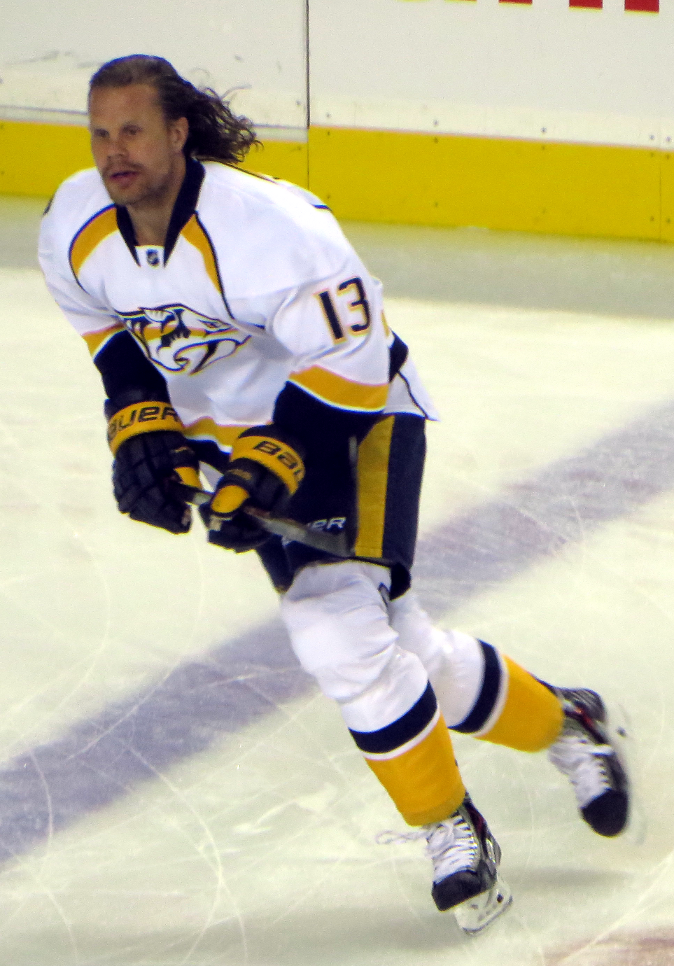
Olli Jokinen, gewählt an Position 3

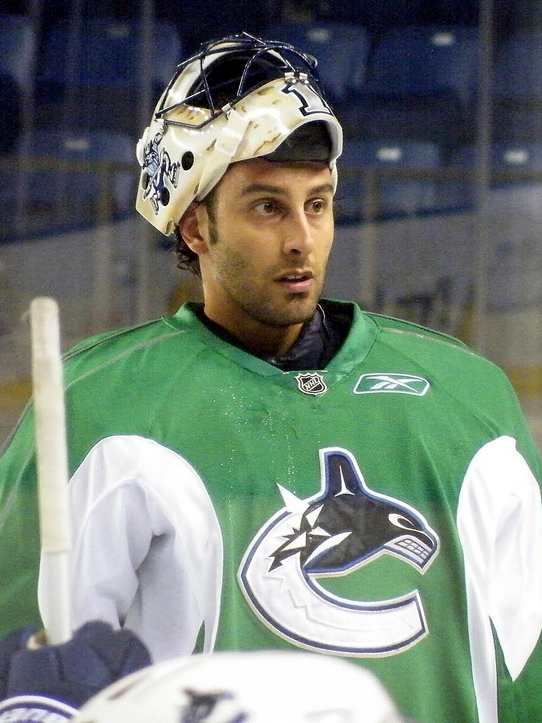
Roberto Luongo, gewählt an Position 4

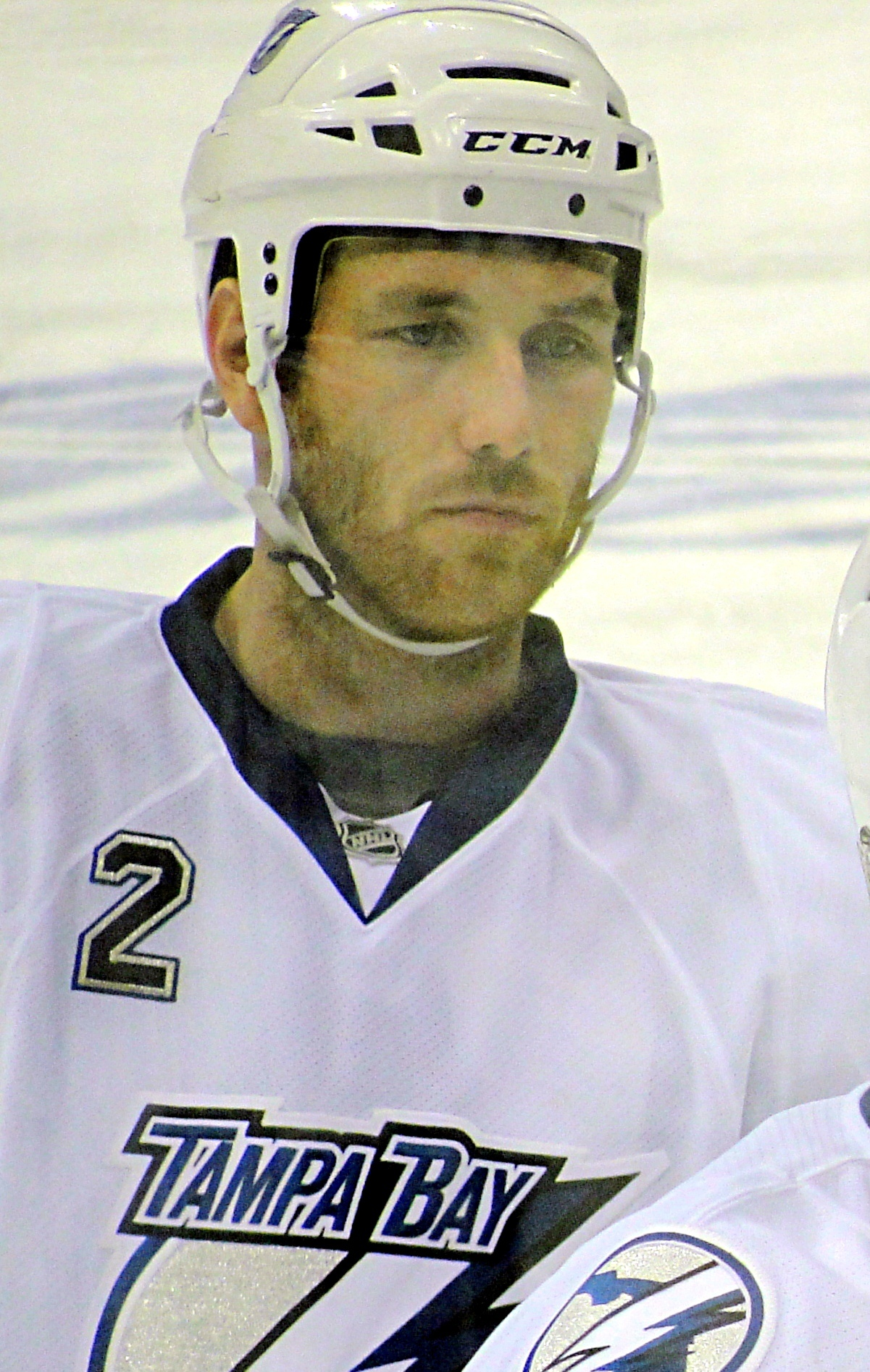
Eric Brewer, gewählt an Position 5

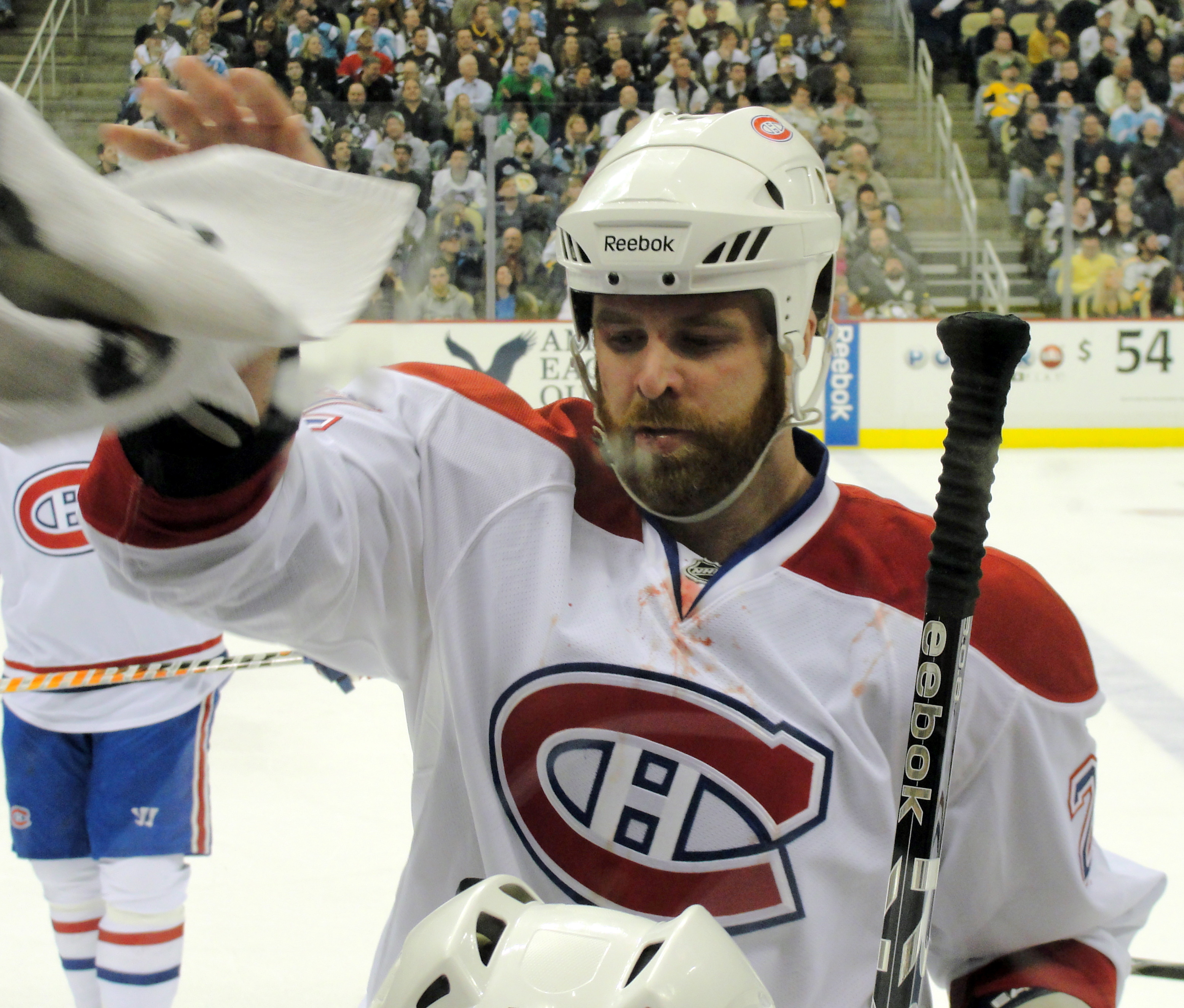
Paul Mara, gewählt an Position 7

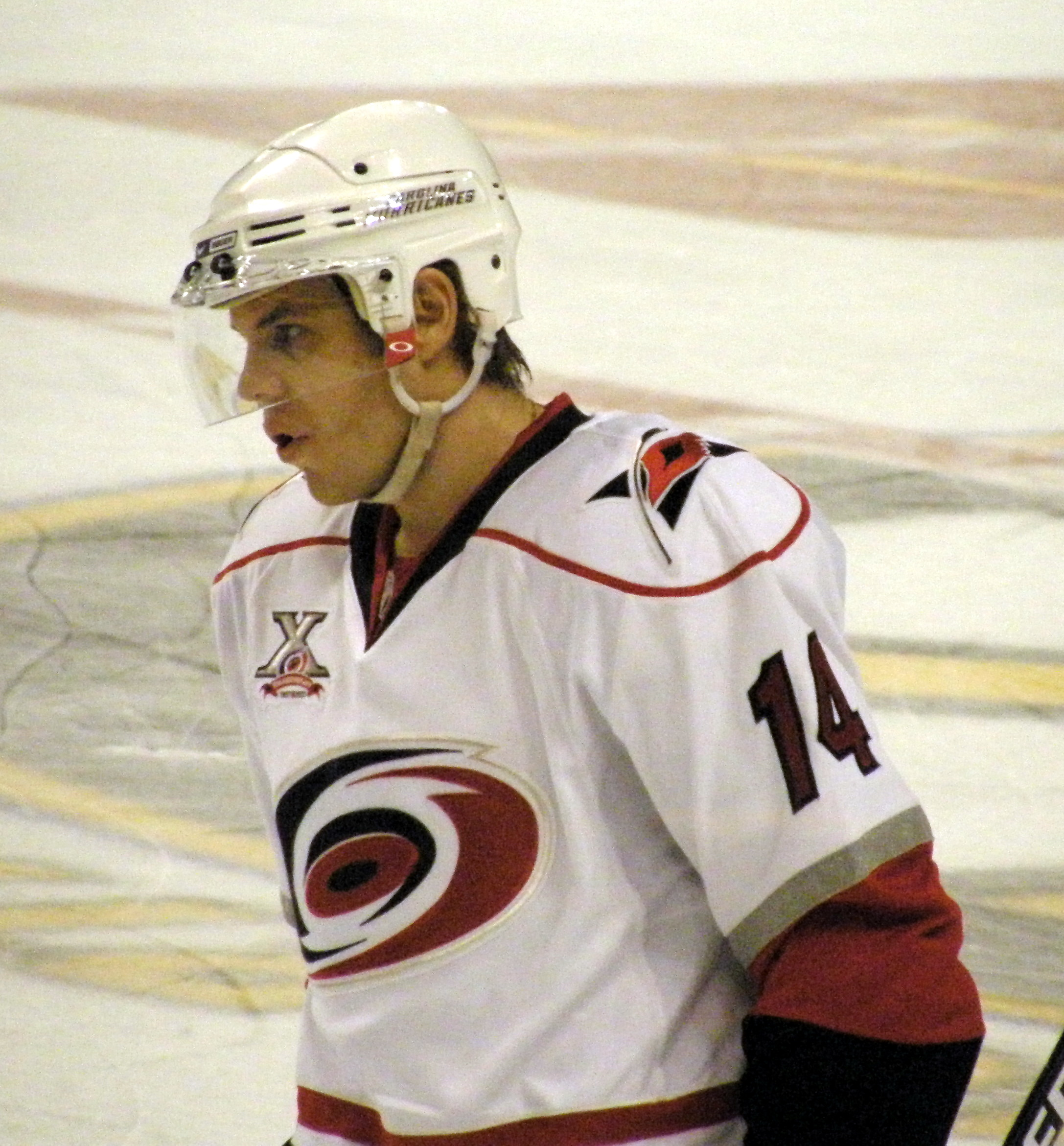
Sergei Samsonow, gewählt an Position 8

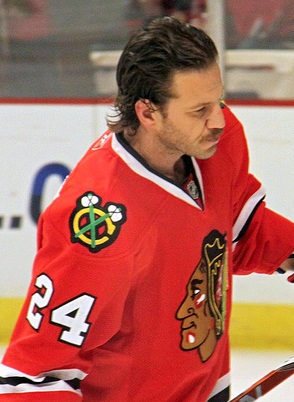
Nick Boynton, gewählt an Position 9

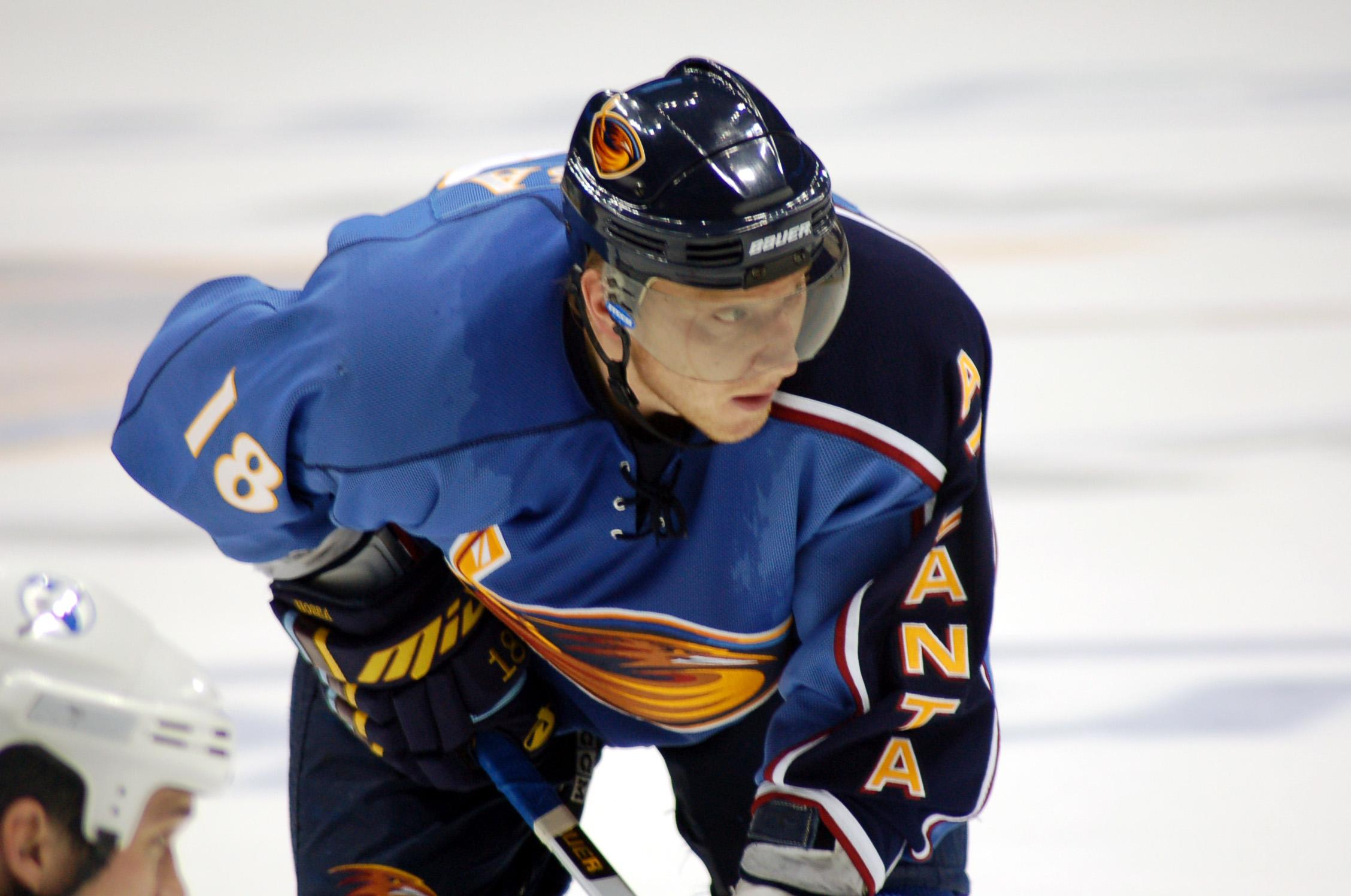
Marián Hossa, gewählt an Position 12

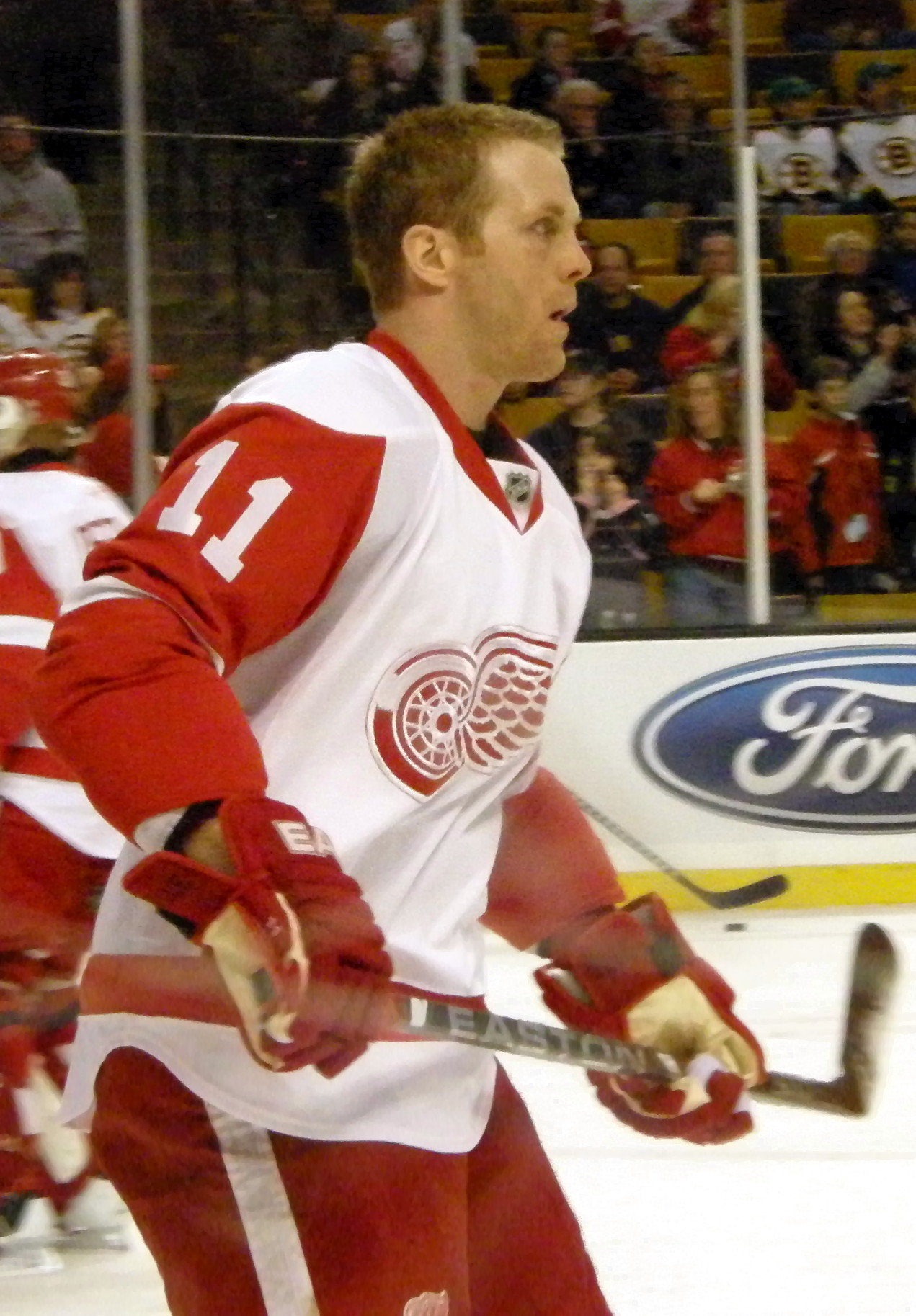
Daniel Cleary, gewählt an Position 13

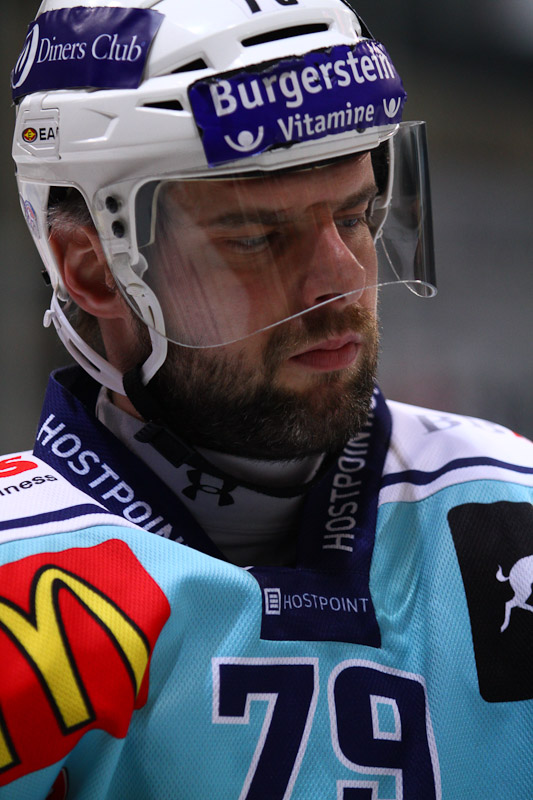
Michel Riesen, gewählt an Position 14

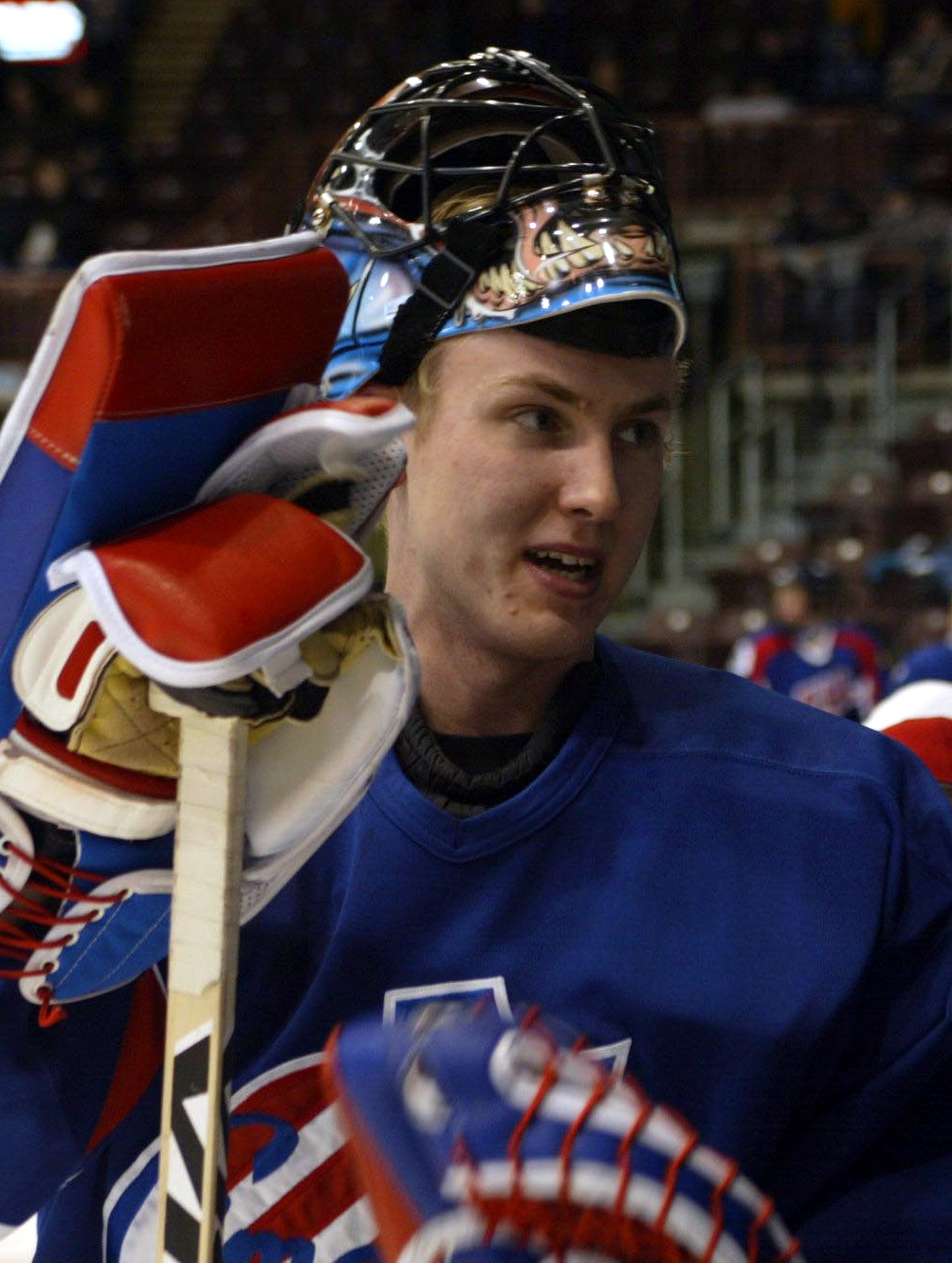
Mika Noronen, gewählt an Position 21

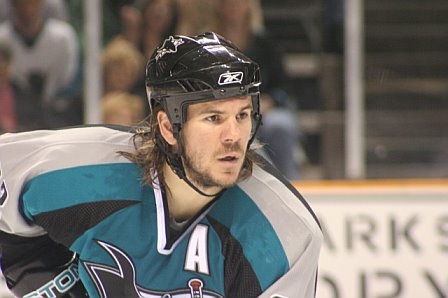
Scott Hannan, gewählt an Position 23

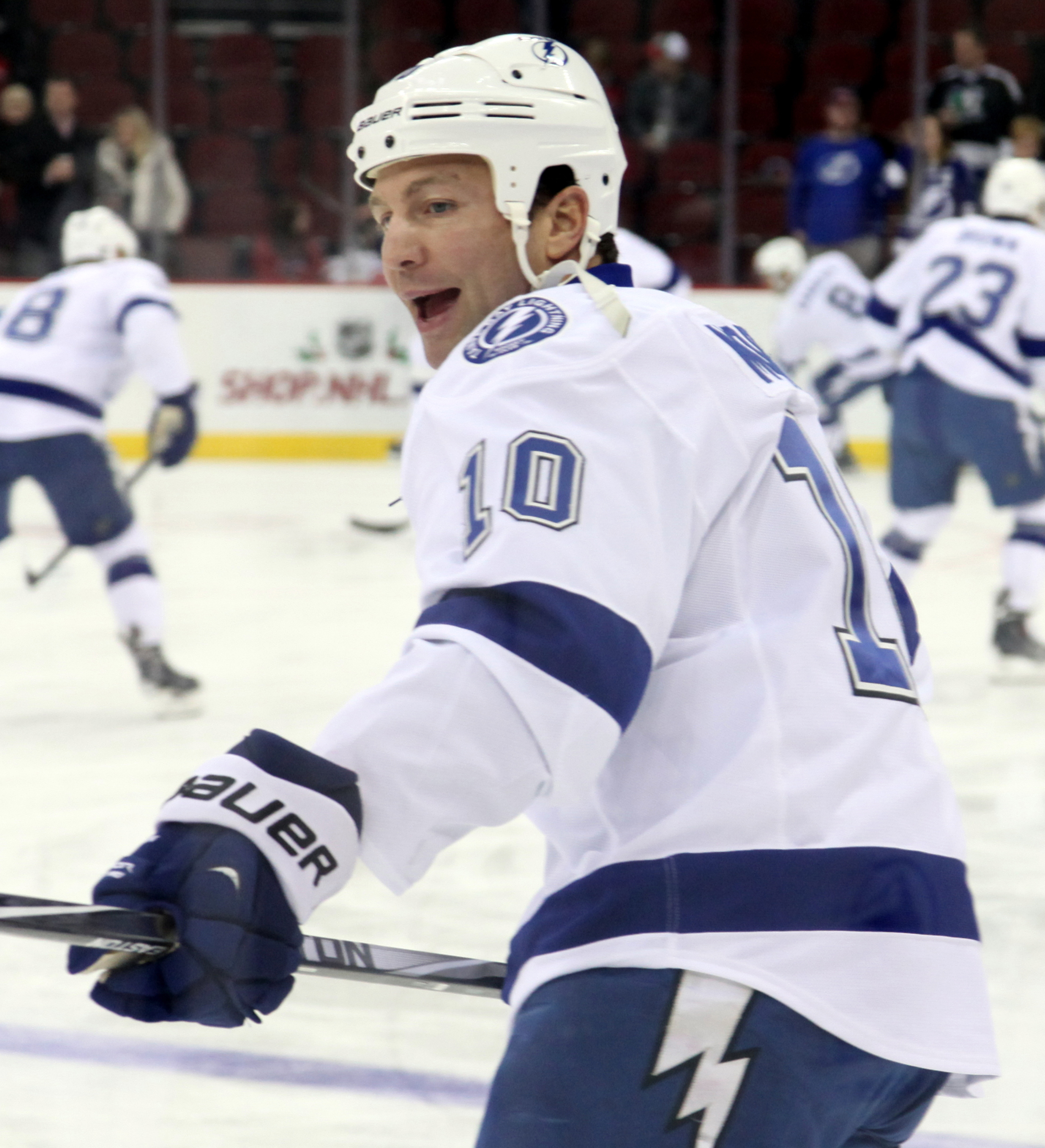
Brenden Morrow, gewählt an Position 25

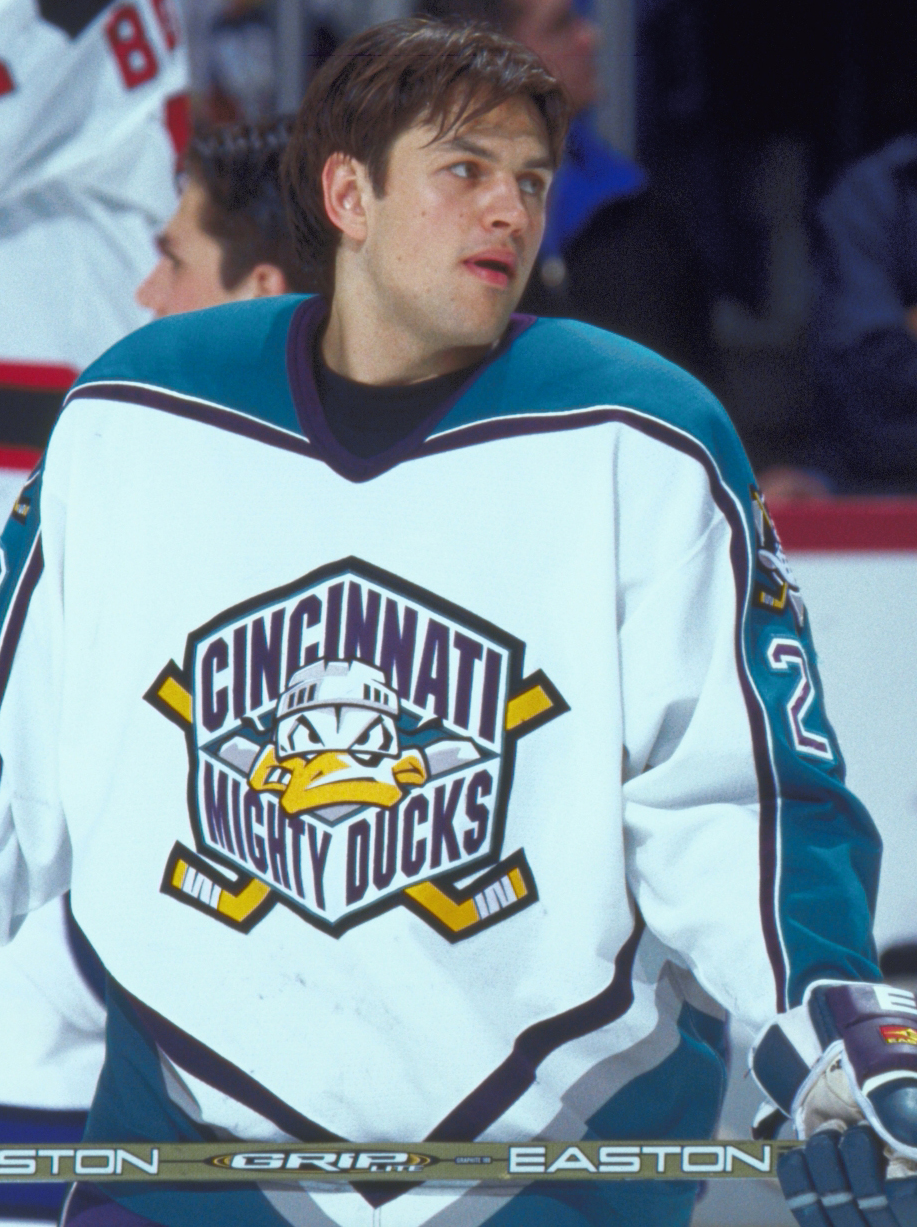
Juri Buzajew, gewählt an Position 49

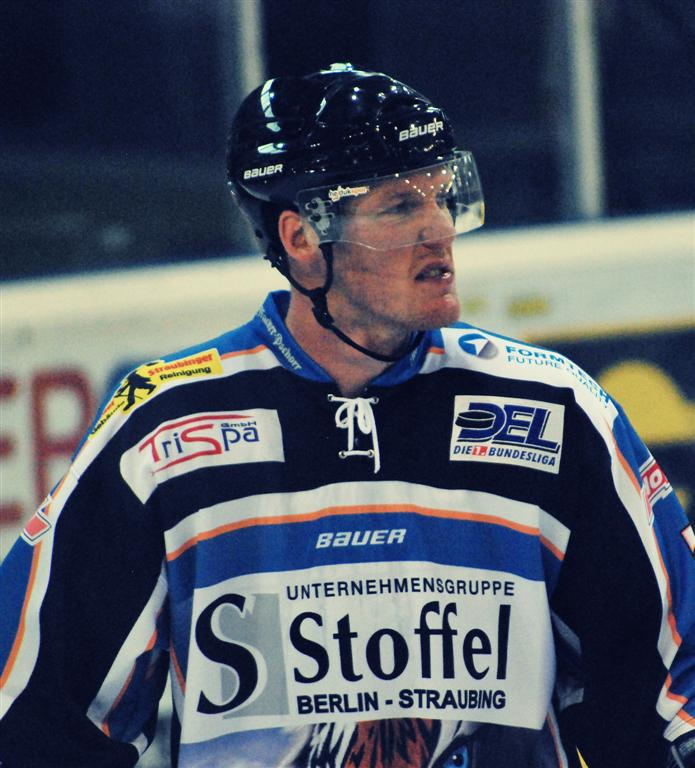
Lee Goren, gewählt an Position 63

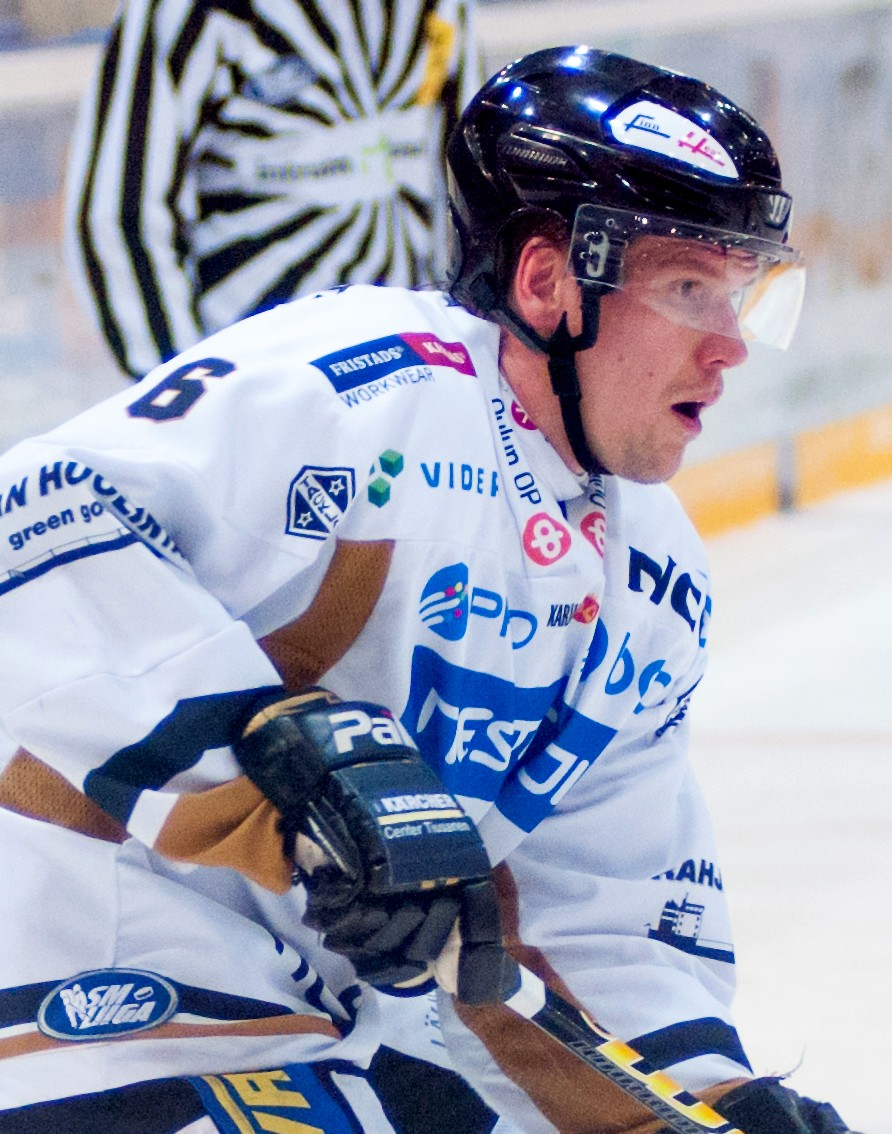
Ilkka Mikkola, gewählt an Position 65

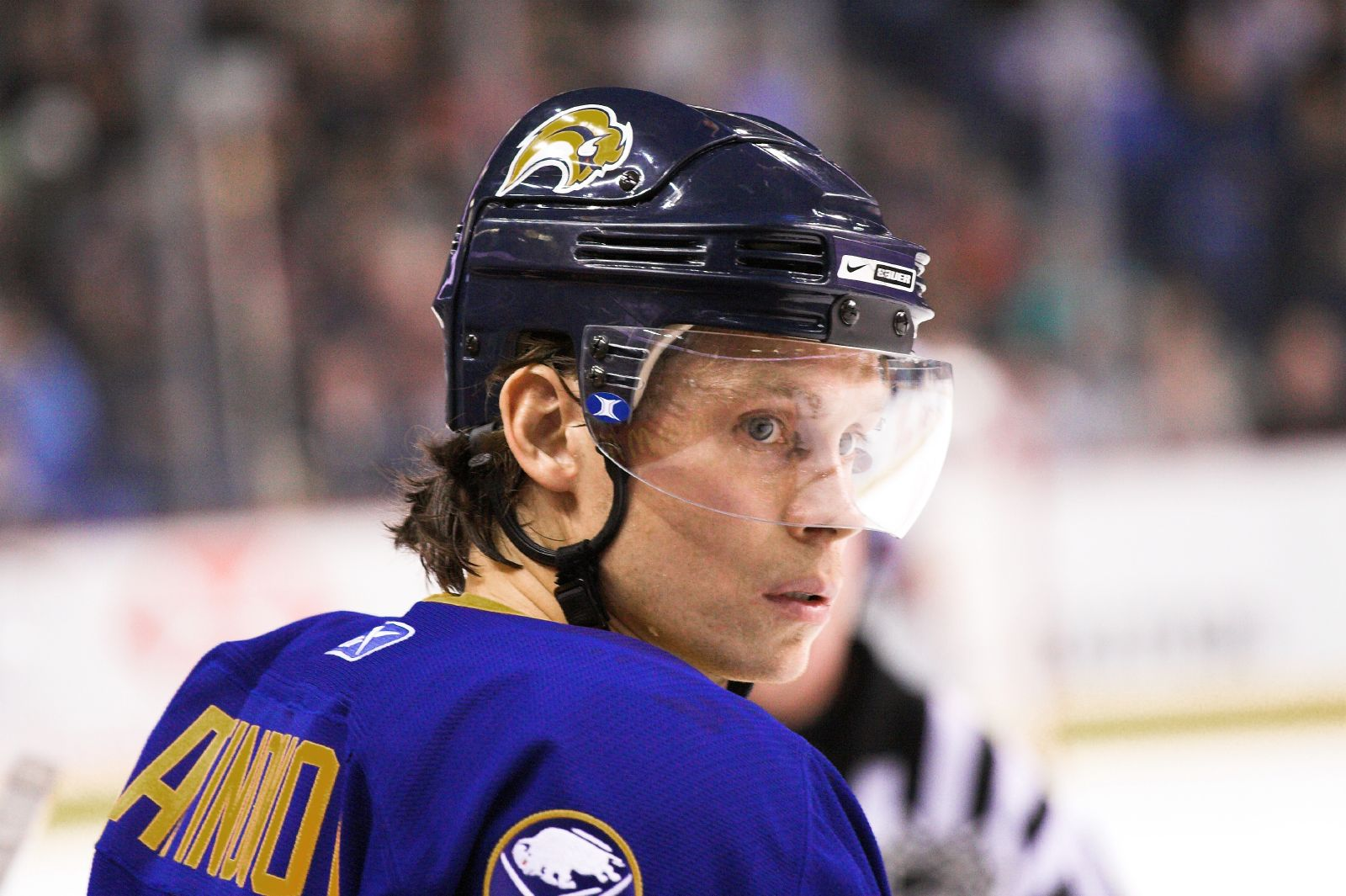
Maxim Afinogenow, gewählt an Position 69

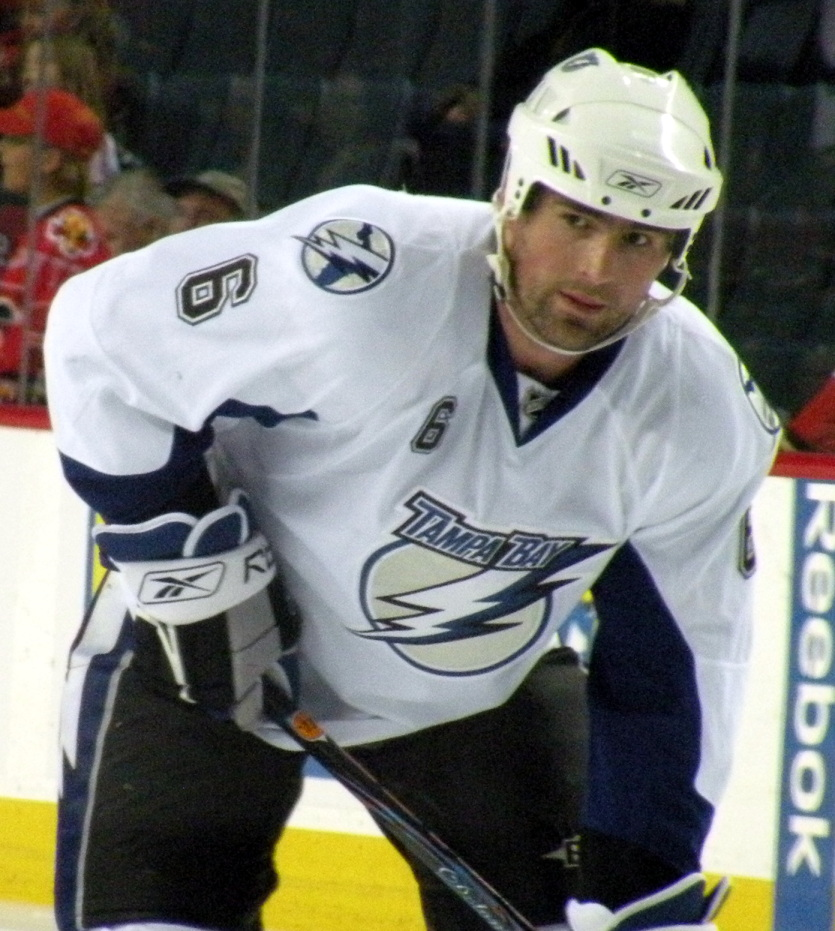
Josef Melichar, gewählt an Position 71

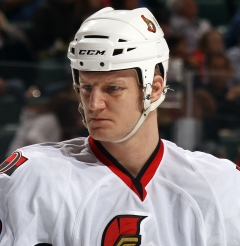
Francis Lessard, gewählt an Position 80

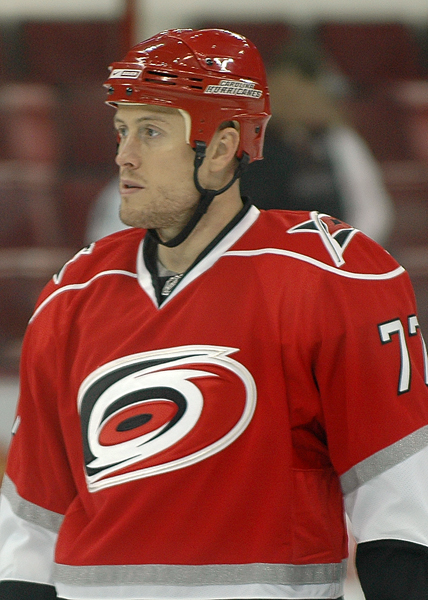
Joe Corvo, gewählt an Position 83

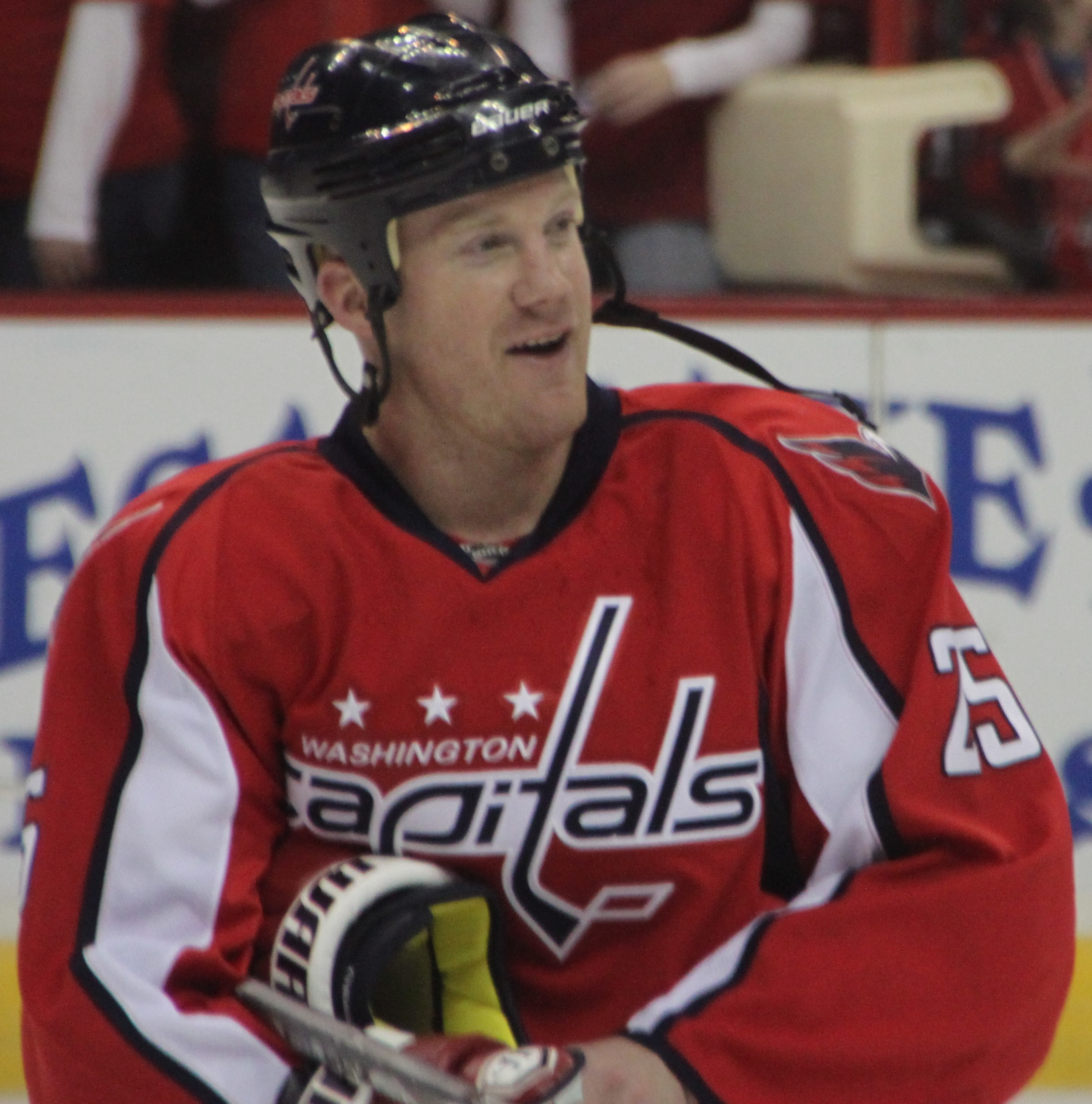
Jason Chimera, gewählt an Position 121

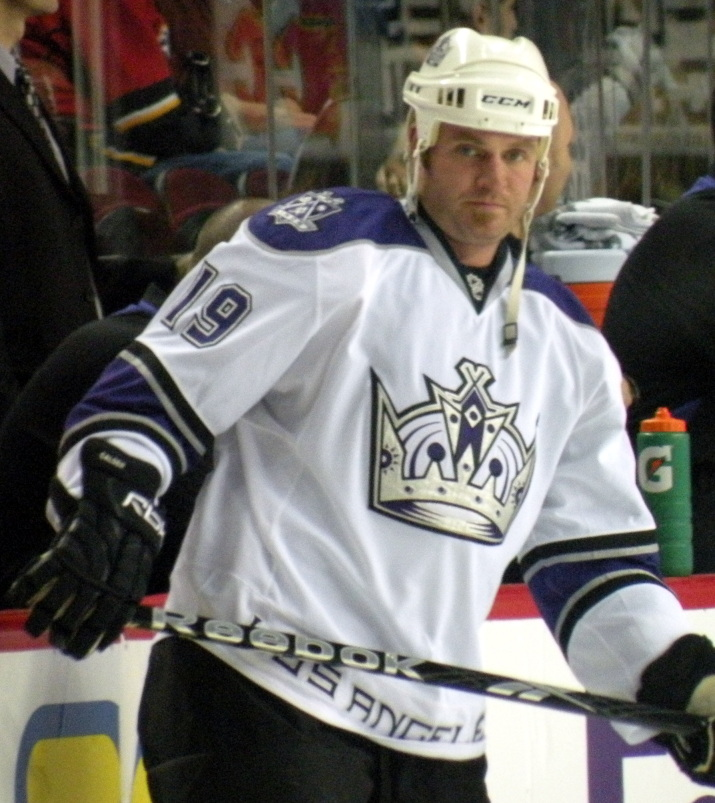
Kyle Calder, gewählt an Position 130

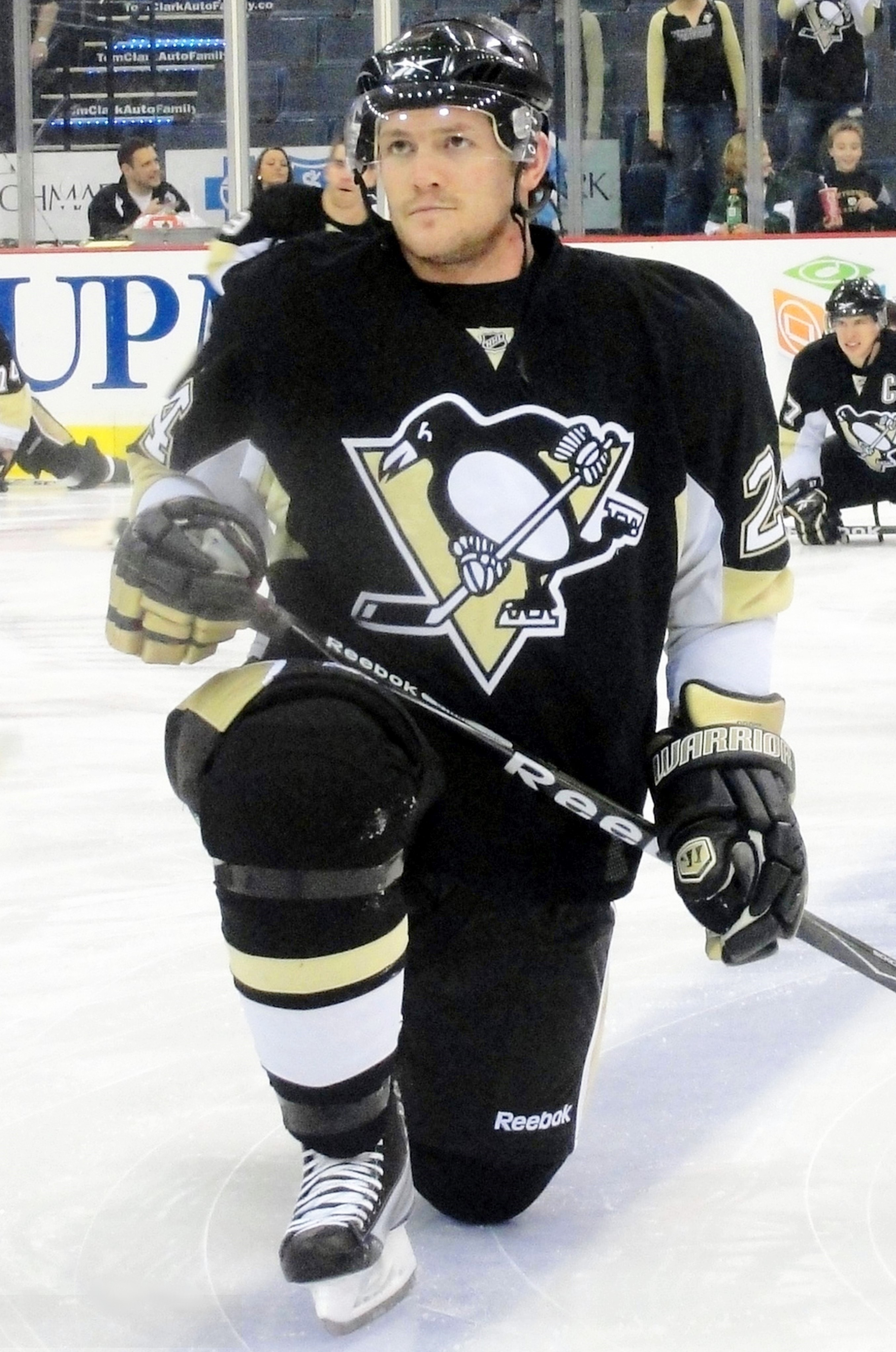
Matt Cooke, gewählt an Position 144

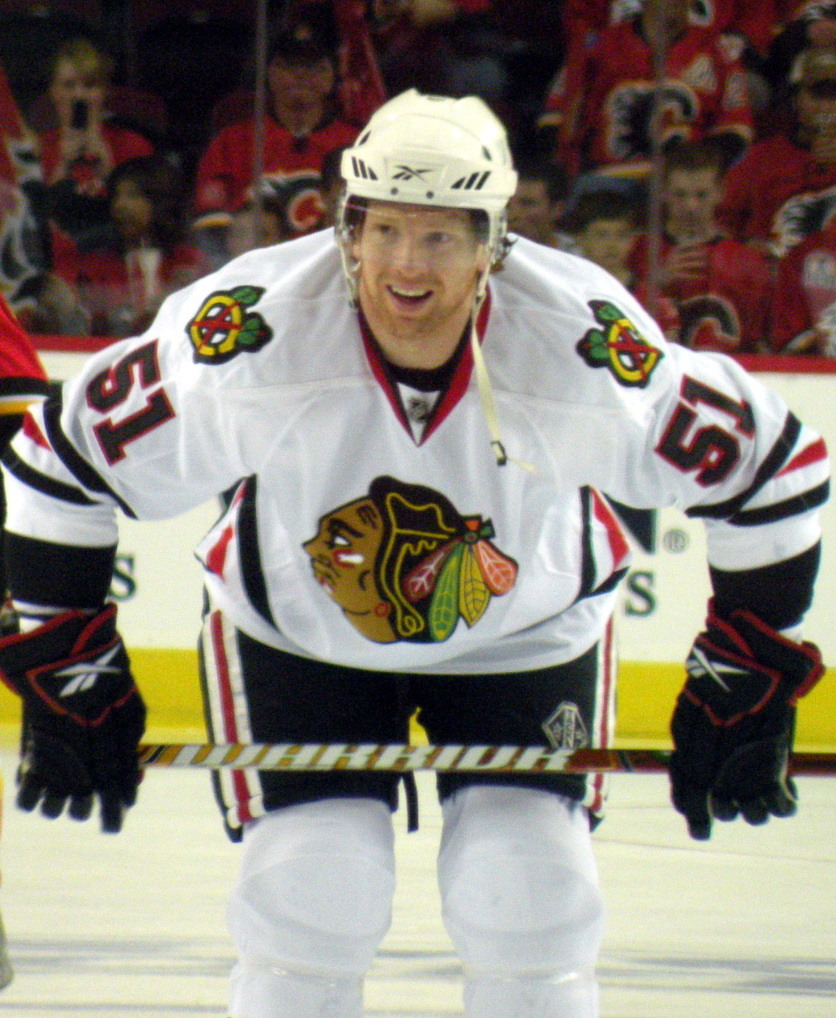
Brian Campbell, gewählt an Position 156

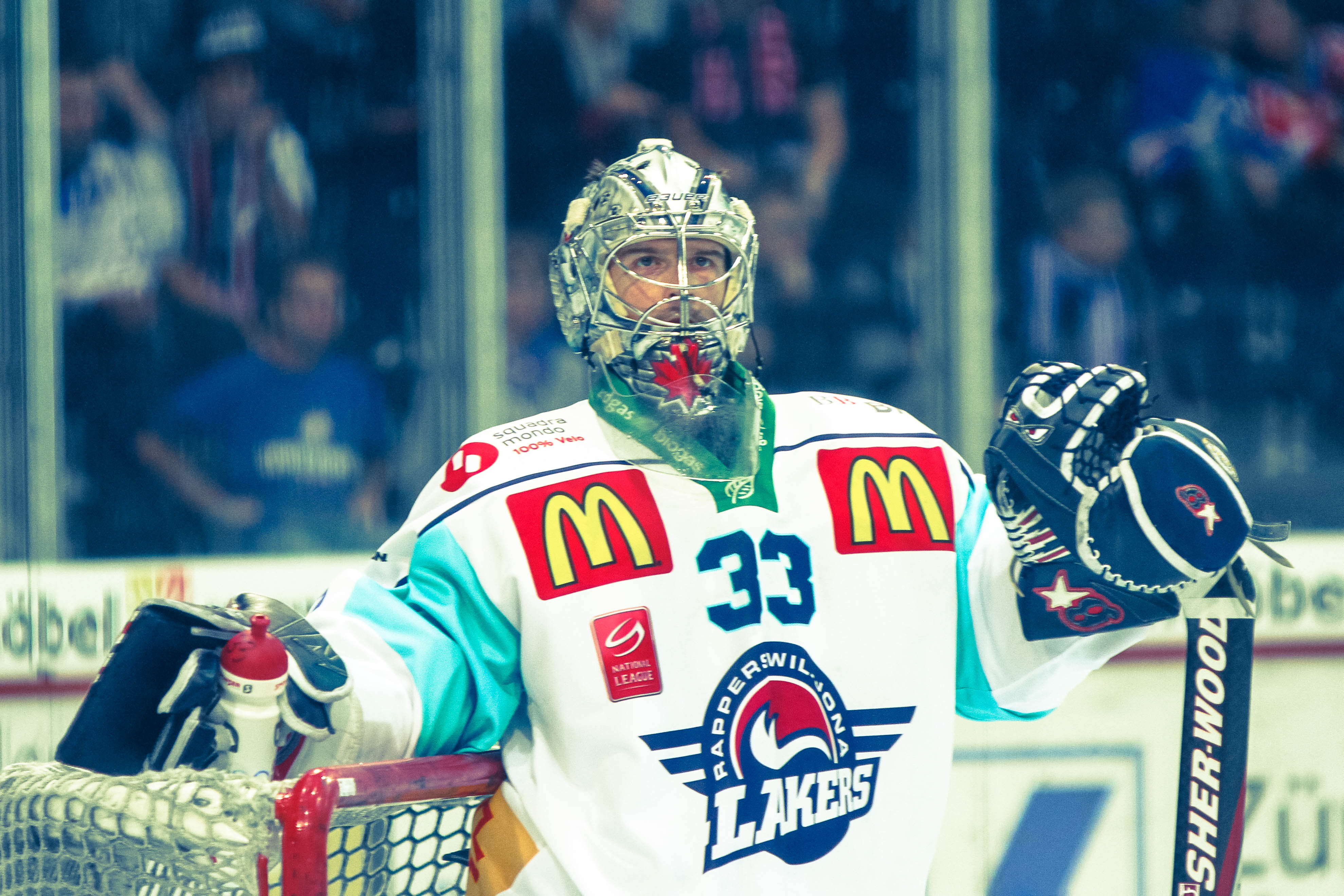
David Aebischer, gewählt an Position 161

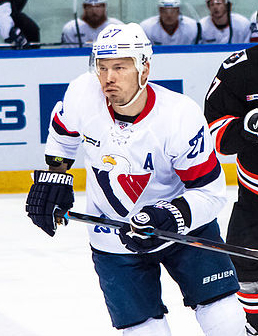
Ladislav Nagy, gewählt an Position 177

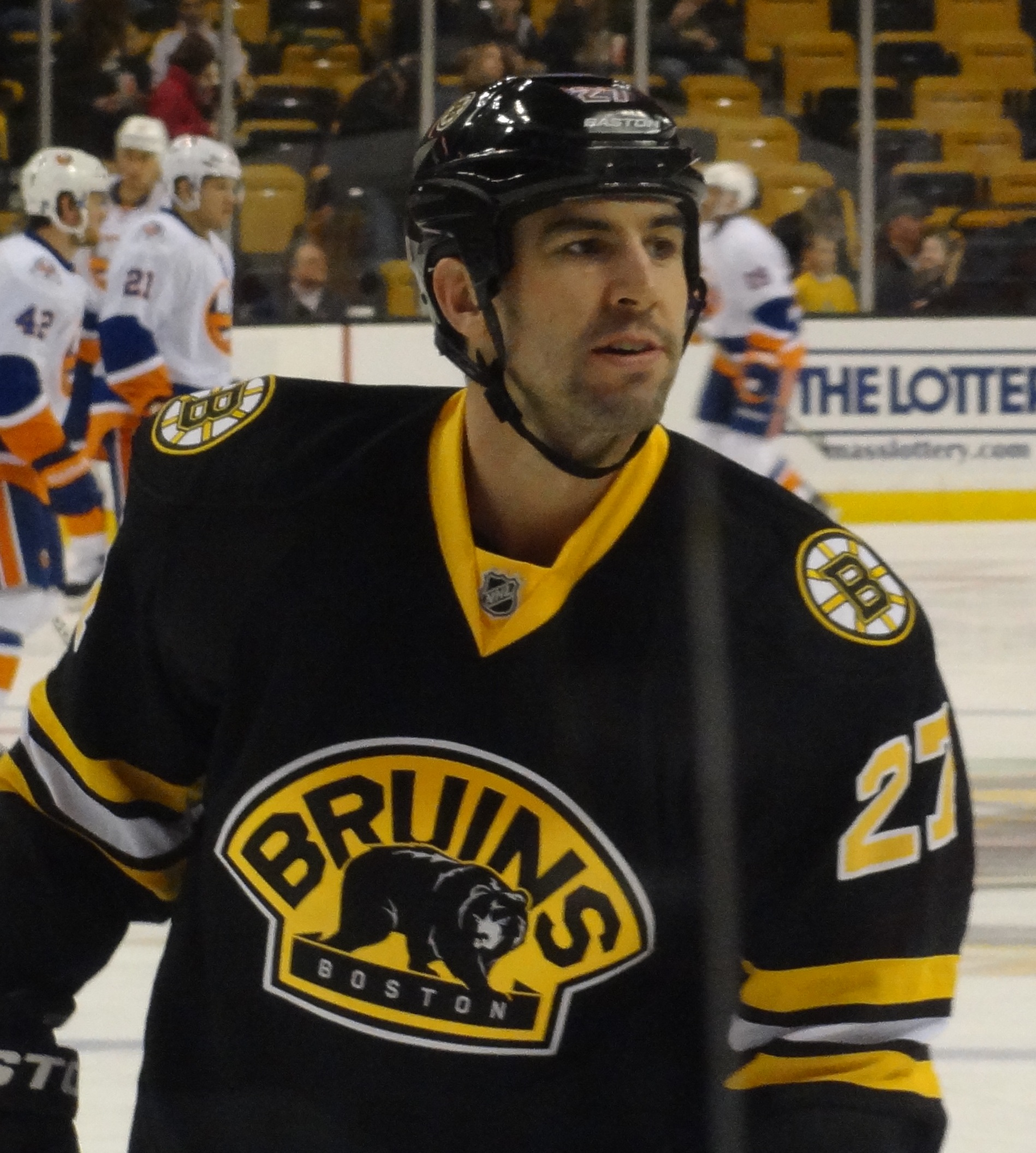
Mike Mottau, gewählt an Position 182

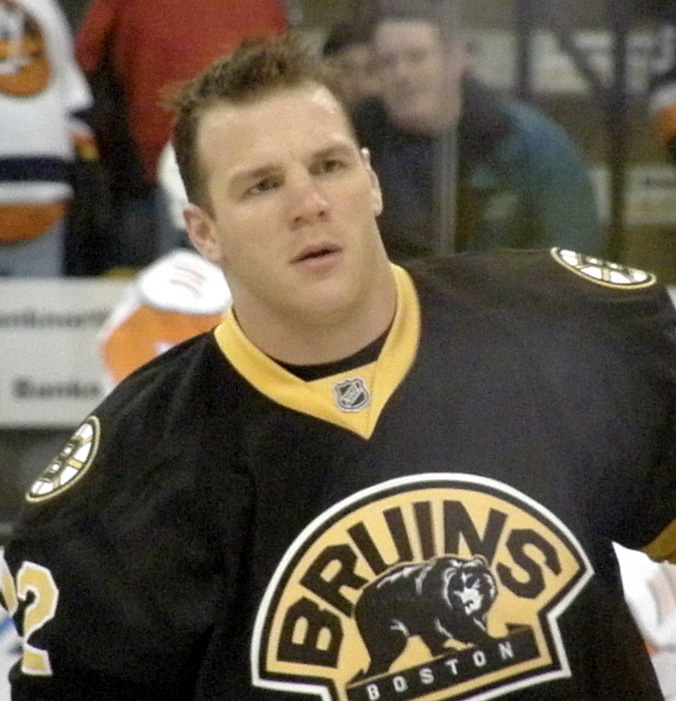
Shawn Thornton, gewählt an Position 190

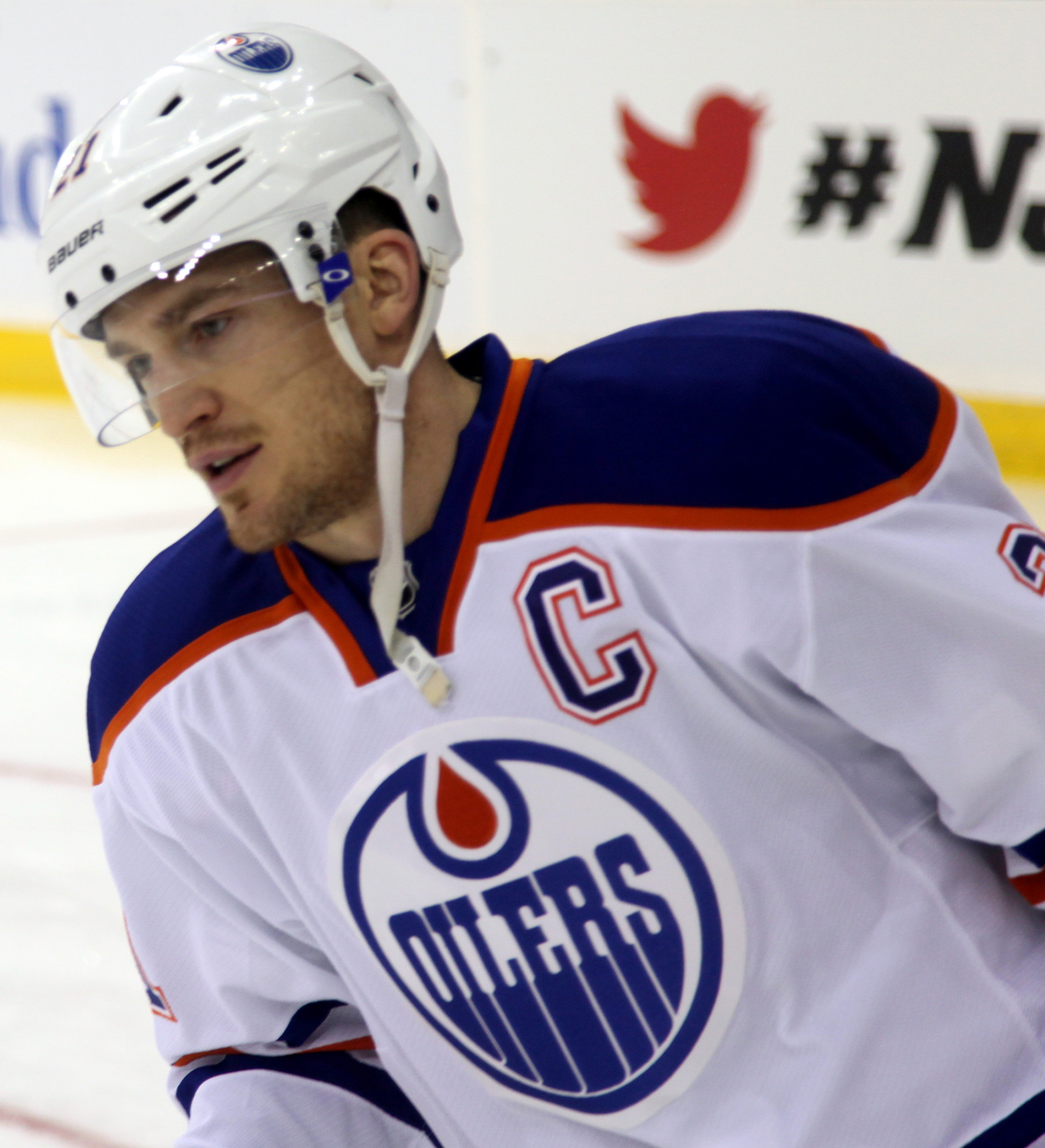
Andrew Ference, gewählt an Position 208

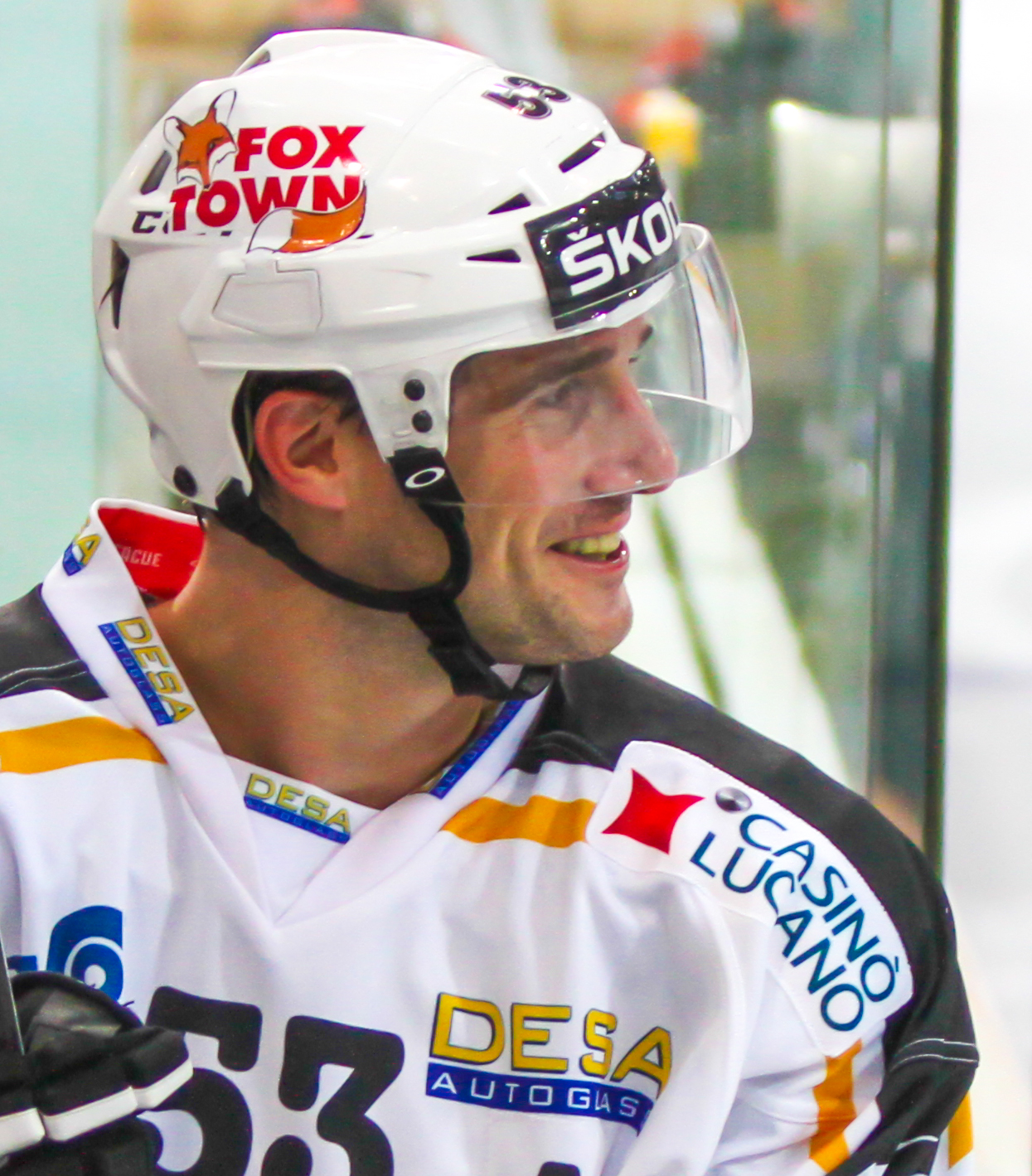
Brett McLean, gewählt an Position 242

| Inhaltsverzeichnis Runde 1 \| Runde 2 \| Runde 3 \| Runde 4 \| Runde 5 \| Runde 6 \| Runde 7 \| Runde 8 \| Runde 9 |

Abkürzungen:
Position mit C = Center, LW = linker Flügel, RW = rechter Flügel, D = Verteidiger, G = Torwart
Farblegende:
 = Spieler, die in die Hockey Hall of Fame aufgenommen wurden

### Runde 1
| #   | Spieler                  | Nationalität       | Position | NHL-Team                                                                        | College-/Junioren-/Profi-Team     |
| --- | ------------------------ | ------------------ | -------- | ------------------------------------------------------------------------------- | --------------------------------- |
| 1.  | Joe Thornton             | Kanada             | C        | Boston Bruins                                                                   | Sault Ste. Marie Greyhounds (OHL) |
| 2.  | Patrick Marleau          | Kanada             | C        | San Jose Sharks                                                                 | Seattle Thunderbirds (WHL)        |
| 3.  | Olli Jokinen             | Finnland           | C        | Los Angeles Kings                                                               | HIFK Helsinki (SM-liiga)          |
| 4.  | Roberto Luongo           | Kanada             | G        | New York Islanders (von Toronto Maple Leafs)                                    | Foreurs de Val-d’Or (LHJMQ)       |
| 5.  | Eric Brewer              | Kanada             | D        | New York Islanders                                                              | Prince George Cougars (WHL)       |
| 6.  | Daniel Tkaczuk           | Kanada             | C        | Calgary Flames                                                                  | Barrie Colts (OHL)                |
| 7.  | Paul Mara                | Vereinigte Staaten | D        | Tampa Bay Lightning                                                             | Sudbury Wolves (OHL)              |
| 8.  | Sergei Samsonow          | Russland           | LW       | Boston Bruins (von Carolina Hurricanes)                                         | Detroit Vipers (IHL)              |
| 9.  | Nick Boynton             | Kanada             | D        | Washington Capitals                                                             | Ottawa 67’s (OHL)                 |
| 10. | Brad Ference             | Kanada             | D        | Vancouver Canucks                                                               | Spokane Chiefs (WHL)              |
| 11. | Jason Ward               | Kanada             | RW       | Canadiens de Montréal                                                           | Erie Otters (OHL)                 |
| 12. | Marián Hossa             | Slowakei           | RW       | Ottawa Senators                                                                 | Dukla Trenčín (slowak. Extraliga) |
| 13. | Daniel Cleary            | Kanada             | RW       | Chicago Blackhawks                                                              | Belleville Bulls (OHL)            |
| 14. | Michel Riesen            | Schweiz            | RW       | Edmonton Oilers                                                                 | EHC Biel (NLB)                    |
| 15. | Matt Zultek              | Kanada             | LW       | Los Angeles Kings (von St. Louis Blues via Edmonton Oilers und St. Louis Blues) | Ottawa 67’s (OHL)                 |
| 16. | Ty Jones                 | Vereinigte Staaten | RW       | Chicago Blackhawks (von Phoenix Coyotes)                                        | Spokane Chiefs (WHL)              |
| 17. | Róbert Döme              | Slowakei           | RW       | Pittsburgh Penguins                                                             | Las Vegas Thunder (IHL)           |
| 18. | Michael Holmqvist        | Schweden           | C        | Mighty Ducks of Anaheim                                                         | Djurgårdens IF (Elitserien)       |
| 19. | Stefan Cherneski         | Kanada             | RW       | New York Rangers                                                                | Brandon Wheat Kings (WHL)         |
| 20. | Mike Brown               | Kanada             | LW       | Florida Panthers                                                                | Red Deer Rebels (WHL)             |
| 21. | Mika Noronen             | Finnland           | G        | Buffalo Sabres                                                                  | Tappara Tampere (SM-liiga)        |
| 22. | Nikos Tselios            | Vereinigte Staaten | D        | Carolina Hurricanes (von Detroit Red Wings)                                     | Belleville Bulls (OHL)            |
| 23. | Scott Hannan             | Kanada             | D        | San Jose Sharks (von Philadelphia Flyers via Carolina Hurricanes)               | Kelowna Rockets (WHL)             |
| 24. | Jean-François Damphousse | Kanada             | G        | New Jersey Devils                                                               | Moncton Wildcats (LHJMQ)          |
| 25. | Brenden Morrow           | Kanada             | LW       | Dallas Stars                                                                    | Portland Winter Hawks (WHL)       |
| 26. | Kevin Grimes             | Kanada             | D        | Colorado Avalanche                                                              | Kingston Frontenacs (OHL)         |

### Runde 2
| #   | Spieler              | Nationalität       | Position | NHL-Team                                                       | College-/Junioren-/Profi-Team           |
| --- | -------------------- | ------------------ | -------- | -------------------------------------------------------------- | --------------------------------------- |
| 27. | Ben Clymer           | Vereinigte Staaten | RW       | Boston Bruins                                                  | University of Minnesota (NCAA)          |
| 28. | Brad DeFauw          | Vereinigte Staaten | LW       | Carolina Hurricanes (von San Jose Sharks)                      | University of North Dakota (NCAA)       |
| 29. | Scott Barney         | Kanada             | C        | Los Angeles Kings                                              | Peterborough Petes (OHL)                |
| 30. | Jean-Marc Pelletier  | Vereinigte Staaten | G        | Philadelphia Flyers (von Toronto Maple Leafs)                  | Cornell University (NCAA)               |
| 31. | Jeff Zehr            | Kanada             | LW       | New York Islanders                                             | Windsor Spitfires (OHL)                 |
| 32. | Evan Lindsay         | Kanada             | G        | Calgary Flames                                                 | Prince Albert Raiders (WHL)             |
| 33. | Kyle Kos             | Kanada             | D        | Tampa Bay Lightning                                            | Red Deer Rebels (WHL)                   |
| 34. | Ryan Bonni           | Kanada             | D        | Vancouver Canucks (von Carolina Hurricanes)                    | Saskatoon Blades (WHL)                  |
| 35. | Jean-François Fortin | Kanada             | D        | Washington Capitals                                            | Faucons de Sherbrooke (LHJMQ)           |
| 36. | Harold Druken        | Kanada             | C        | Vancouver Canucks                                              | Detroit Whalers (OHL)                   |
| 37. | Gregor Baumgartner   | Osterreich         | RW       | Canadiens de Montréal                                          | Titan Collège Français de Laval (LHJMQ) |
| 38. | Stanislav Gron       | Slowakei           | RW       | New Jersey Devils (von Ottawa Senators)                        | Slovan Bratislava (slowak. Extraliga)   |
| 39. | Jeremy Reich         | Kanada             | LW       | Chicago Blackhawks                                             | Seattle Thunderbirds (WHL)              |
| 40. | Tyler Rennette       | Kanada             | C        | St. Louis Blues Anm. 1                                         | North Bay Centennials (OHL)             |
| 41. | Patrick Dovigi       | Kanada             | G        | Edmonton Oilers                                                | Erie Otters (OHL)                       |
| 42. | John Tripp           | Kanada             | RW       | Calgary Flames (von St. Louis Blues)                           | Oshawa Generals (OHL)                   |
| 43. | Juha Gustafsson      | Finnland           | D        | Phoenix Coyotes                                                | Kiekko-Espoo (SM-liiga)                 |
| 44. | Brian Gaffaney       | Vereinigte Staaten | D        | Pittsburgh Penguins                                            | North Iowa Huskies (USHL)               |
| 45. | Maxim Balmotschnych  | Russland           | LW       | Mighty Ducks of Anaheim                                        | Lada Toljatti (Superliga)               |
| 46. | Wes Jarvis           | Kanada             | D        | New York Rangers                                               | Kitchener Rangers (OHL)                 |
| 47. | Kristian Huselius    | Schweden           | LW       | Florida Panthers                                               | Färjestad BK (Elitserien)               |
| 48. | Henrik Tallinder     | Schweden           | D        | Buffalo Sabres                                                 | AIK Solna (Elitserien)                  |
| 49. | Juri Buzajew         | Russland           | LW       | Detroit Red Wings                                              | Lada Toljatti (Superliga)               |
| 50. | Pat Kavanagh         | Kanada             | RW       | Philadelphia Flyers                                            | Peterborough Petes (OHL)                |
| 51. | Dmitri Kokorew       | Russland           | D        | Calgary Flames (von New Jersey Devils via Carolina Hurricanes) | Dynamo Moskau (Superliga)               |
| 52. | Roman Ljaschenko     | Russland           | C        | Dallas Stars                                                   | Torpedo Jaroslawl (Superliga)           |
| 53. | Graham Belak         | Kanada             | LW       | Colorado Avalanche                                             | Edmonton Ice (WHL)                      |

### Runde 3
| #   | Spieler             | Nationalität       | Position | NHL-Team                                                                               | College-/Junioren-/Profi-Team            |
| --- | ------------------- | ------------------ | -------- | -------------------------------------------------------------------------------------- | ---------------------------------------- |
| 54. | Mattias Karlin      | Schweden           | C        | Boston Bruins                                                                          | MoDo Hockeyklubb (Elitserien)            |
| 55. | Rick Berry          | Kanada             | D        | Colorado Avalanche (von San Jose Sharks via St. Louis Blues)                           | Seattle Thunderbirds (WHL)               |
| 56. | Vratislav Čech      | Tschechien         | D        | Florida Panthers (von Los Angeles Kings)                                               | Kitchener Rangers (OHL)                  |
| 57. | Jeff Farkas         | Vereinigte Staaten | C        | Toronto Maple Leafs                                                                    | Boston College (NCAA)                    |
| 58. | Jani Hurme          | Finnland           | G        | Ottawa Senators (von New Jersey Devils Anm. 2)                                         | TPS Turku (SM-liiga)                     |
| 59. | Jarrett Smith       | Kanada             | C        | New York Islanders                                                                     | Prince George Cougars (WHL)              |
| 60. | Derek Schutz        | Kanada             | C        | Calgary Flames                                                                         | Spokane Chiefs (WHL)                     |
| 61. | Matt Elich          | Vereinigte Staaten | RW       | Tampa Bay Lightning                                                                    | Windsor Spitfires (OHL)                  |
| 62. | Kris Mallette       | Kanada             | D        | Philadelphia Flyers (von Carolina Hurricanes)                                          | Kelowna Rockets (WHL)                    |
| 63. | Lee Goren           | Kanada             | RW       | Boston Bruins (von Washington Capitals)                                                | University of North Dakota (NCAA)        |
| 64. | Kyle Freadrich      | Kanada             | LW       | Vancouver Canucks                                                                      | Regina Pats (WHL)                        |
| 65. | Ilkka Mikkola       | Finnland           | D        | Canadiens de Montréal                                                                  | Kärpät Oulu (I-divisioona)               |
| 66. | Josh Langfeld       | Vereinigte Staaten | RW       | Ottawa Senators (von Ottawa Senators via New Jersey Devils)                            | Lincoln Stars (USHL)                     |
| 67. | Mike Souza          | Vereinigte Staaten | LW       | Chicago Blackhawks                                                                     | University of New Hampshire (NCAA)       |
| 68. | Sjarhej Jarkowitsch | Belarus            | D        | Edmonton Oilers                                                                        | Las Vegas Thunder (IHL)                  |
| 69. | Maxim Afinogenow    | Russland           | RW       | Buffalo Sabres (von St. Louis Blues)                                                   | Dynamo Moskau (Superliga)                |
| 70. | Erik Andersson      | Schweden           | LW       | Calgary Flames (von Phoenix Coyotes)                                                   | University of Denver (NCAA)              |
| 71. | Josef Melichar      | Tschechien         | D        | Pittsburgh Penguins                                                                    | HC České Budějovice U20 (Tschechien U20) |
| 72. | Jay Legault         | Kanada             | LW       | Mighty Ducks of Anaheim                                                                | London Knights (OHL)                     |
| 73. | Burke Henry         | Kanada             | D        | New York Rangers                                                                       | Brandon Wheat Kings (WHL)                |
| 74. | Nick Smith          | Kanada             | C        | Florida Panthers                                                                       | Barrie Colts (OHL)                       |
| 75. | Jeff Martin         | Kanada             | C        | Buffalo Sabres                                                                         | Windsor Spitfires (OHL)                  |
| 76. | Petr Sýkora         | Tschechien         | C        | Detroit Red Wings                                                                      | HC Pardubice (tschech. Extraliga)        |
| 77. | Steve Gainey        | Kanada             | LW       | Dallas Stars (von Philadelphia Flyers)                                                 | Kamloops Blazers (WHL)                   |
| 78. | Ville Nieminen      | Finnland           | LW       | Colorado Avalanche (von New Jersey Devils via St. Louis Blues)                         | Tappara Tampere (SM-liiga)               |
| 79. | Robert Schnabel     | Tschechien         | D        | New York Islanders (von Dallas Stars)                                                  | Slavia Prag (tschech. Extraliga)         |
| 80. | Francis Lessard     | Kanada             | RW       | Carolina Hurricanes (von Colorado Avalanche via New York Islanders und Calgary Flames) | Foreurs de Val-d’Or (LHJMQ)              |

### Runde 4
| #    | Spieler               | Nationalität       | Position | NHL-Team                                                             | College-/Junioren-/Profi-Team          |
| ---- | --------------------- | ------------------ | -------- | -------------------------------------------------------------------- | -------------------------------------- |
| 81.  | Karol Bartánus        | Slowakei           | RW       | Boston Bruins                                                        | Voltigeurs de Drummondville (LHJMQ)    |
| 82.  | Adam Colagiacomo      | Kanada             | RW       | San Jose Sharks (von San Jose Sharks via New York Rangers)           | Oshawa Generals (OHL)                  |
| 83.  | Joe Corvo             | Vereinigte Staaten | D        | Los Angeles Kings                                                    | Western Michigan University (NCAA)     |
| 84.  | Adam Mair             | Kanada             | C        | Toronto Maple Leafs                                                  | Owen Sound Platers (OHL)               |
| 85.  | Petr Míka             | Tschechien         | LW       | New York Islanders                                                   | Slavia Prag (tschech. Extraliga)       |
| 86.  | Didier Tremblay       | Kanada             | D        | St. Louis Blues (von Calgary Flames)                                 | Halifax Mooseheads (LHJMQ)             |
| 87.  | Brad Larsen           | Kanada             | LW       | Colorado Avalanche (von Tampa Bay Lightning)                         | Swift Current Broncos (WHL)            |
| 88.  | Shane Willis          | Kanada             | RW       | Carolina Hurricanes                                                  | Lethbridge Hurricanes (WHL)            |
| 89.  | Curtis Cruickshank    | Kanada             | G        | Washington Capitals                                                  | Kingston Frontenacs (OHL)              |
| 90.  | Chris Stanley         | Kanada             | C        | Vancouver Canucks                                                    | Belleville Bulls (OHL)                 |
| 91.  | Daniel Tetrault       | Kanada             | D        | Canadiens de Montréal                                                | Brandon Wheat Kings (WHL)              |
| 92.  | Chris St. Croix       | Vereinigte Staaten | D        | Calgary Flames (von Ottawa Senators)                                 | Kamloops Blazers (WHL)                 |
| 93.  | Tomi Källarsson       | Finnland           | D        | New York Rangers (von Chicago Blackhawks via San Jose Sharks)        | HPK Hämeenlinna U20 (Nuorten SM-liiga) |
| 94.  | Jonas Elofsson        | Schweden           | D        | Edmonton Oilers                                                      | Färjestad BK (Elitserien)              |
| 95.  | Iwan Nowosselzew      | Russland           | LW       | Florida Panthers (von St. Louis Blues)                               | Krylja Sowetow Moskau (Superliga)      |
| 96.  | Scott McCallum        | Kanada             | D        | Phoenix Coyotes                                                      | Tri-City Americans (WHL)               |
| 97.  | Alexandre Mathieu     | Kanada             | C        | Pittsburgh Penguins                                                  | Halifax Mooseheads (LHJMQ)             |
| 98.  | Jan Horáček           | Tschechien         | D        | St. Louis Blues (von Mighty Ducks of Anaheim via Colorado Avalanche) | Slavia Prag (tschech. Extraliga)       |
| 99.  | Sean Blanchard        | Kanada             | D        | Los Angeles Kings (von New York Rangers)                             | Ottawa 67’s (OHL)                      |
| 100. | Ryan Ready            | Kanada             | LW       | Calgary Flames (von Florida Panthers)                                | Belleville Bulls (OHL)                 |
| 101. | Luc Theoret           | Kanada             | D        | Buffalo Sabres                                                       | Lethbridge Hurricanes (WHL)            |
| 102. | Quintin Laing         | Kanada             | LW       | Detroit Red Wings                                                    | Kelowna Rockets (WHL)                  |
| 103. | Michail Tschernow     | Russland           | D        | Philadelphia Flyers                                                  | Torpedo Jaroslawl (Superliga)          |
| 104. | Lucas Nehrling        | Kanada             | D        | New Jersey Devils                                                    | Sarnia Sting (OHL)                     |
| 105. | Marcus Kristoffersson | Schweden           | RW       | Dallas Stars                                                         | Mora IK (Division 1)                   |
| 106. | Jame Pollock          | Kanada             | D        | St. Louis Blues (von Colorado Avalanche)                             | Seattle Thunderbirds (WHL)             |

### Runde 5
| #    | Spieler            | Nationalität       | Position | NHL-Team                                     | College-/Junioren-/Profi-Team                |
| ---- | ------------------ | ------------------ | -------- | -------------------------------------------- | -------------------------------------------- |
| 107. | Adam Spylo         | Kanada             | RW       | San Jose Sharks (von Boston Bruins)          | Erie Otters (OHL)                            |
| 108. | Mark Thompson      | Kanada             | D        | Tampa Bay Lightning (von San Jose Sharks)    | Regina Pats (WHL)                            |
| 109. | Jan Šulc           | Tschechien         | C        | Tampa Bay Lightning (von Los Angeles Kings)  | HC Chemopetrol Litvínov U20 (Tschechien U20) |
| 110. | Ben Simon          | Vereinigte Staaten | C        | Chicago Blackhawks Anm. 3                    | University of Notre Dame (NCAA)              |
| 111. | František Mrázek   | Tschechien         | LW       | Toronto Maple Leafs                          | HC České Budějovice U20 (Tschechien U20)     |
| 112. | Karel Bětík        | Tschechien         | D        | Tampa Bay Lightning (von New York Islanders) | Kelowna Rockets (WHL)                        |
| 113. | Martin Moise       | Kanada             | LW       | Calgary Flames                               | Harfangs de Beauport (LHJMQ)                 |
| 114. | David Darguzas     | Kanada             | LW       | Vancouver Canucks (von Tampa Bay Lightning)  | Edmonton Ice (WHL)                           |
| 115. | Adam Edinger       | Vereinigte Staaten | C        | New York Islanders (von Carolina Hurricanes) | Bowling Green State University (NCAA)        |
| 116. | Kevin Caulfield    | Vereinigte Staaten | RW       | Washington Capitals                          | Boston College (NCAA)                        |
| 117. | Matt Cockell       | Kanada             | G        | Vancouver Canucks                            | Saskatoon Blades (WHL)                       |
| 118. | Konstantin Sidulow | Russland           | D        | Canadiens de Montréal                        | Traktor Tscheljabinsk (Superliga)            |
| 119. | Magnus Arvedson    | Schweden           | LW       | Ottawa Senators                              | Färjestad BK (Elitserien)                    |
| 120. | Peter Gardiner     | Kanada             | RW       | Chicago Blackhawks                           | Rensselaer Polytechnic Institute (NCAA)      |
| 121. | Jason Chimera      | Kanada             | LW       | Edmonton Oilers                              | Medicine Hat Tigers (WHL)                    |
| 122. | Hennadij Rasin     | Ukraine            | D        | Canadiens de Montréal (von St. Louis Blues)  | Kamloops Blazers (WHL)                       |
| 123. | Curtis Suter       | Kanada             | D        | Phoenix Coyotes                              | Spokane Chiefs (WHL)                         |
| 124. | Harlan Pratt       | Kanada             | D        | Pittsburgh Penguins                          | Prince Albert Raiders (WHL)                  |
| 125. | Luc Vaillancourt   | Kanada             | G        | Mighty Ducks of Anaheim                      | Harfangs de Beauport (LHJMQ)                 |
| 126. | Jason McLean       | Kanada             | G        | New York Rangers                             | Moose Jaw Warriors (WHL)                     |
| 127. | Pat Parthenais     | Vereinigte Staaten | D        | Florida Panthers                             | Detroit Whalers (OHL)                        |
| 128. | Torrey DiRoberto   | Vereinigte Staaten | C        | Buffalo Sabres                               | Seattle Thunderbirds (WHL)                   |
| 129. | John Wikström      | Schweden           | D        | Detroit Red Wings                            | Luleå HF (Elitserien)                        |
| 130. | Kyle Calder        | Kanada             | LW       | Chicago Blackhawks (von Philadelphia Flyers) | Regina Pats (WHL)                            |
| 131. | Jiří Bicek         | Slowakei           | LW       | New Jersey Devils                            | TJ VSŽ Košice (slowak. Extraliga)            |
| 132. | Teemu Elomo        | Finnland           | RW       | Dallas Stars                                 | TPS Turku (SM-liiga)                         |
| 133. | Aaron Miskovich    | Vereinigte Staaten | C        | Colorado Avalanche                           | Green Bay Gamblers (USHL)                    |
| 134. | Johan Lindbom      | Schweden           | RW       | New York Rangers Anm. 4                      | HV71 (Elitserien)                            |

### Runde 6
| #    | Spieler            | Nationalität       | Position | NHL-Team                                                   | College-/Junioren-/Profi-Team    |
| ---- | ------------------ | ------------------ | -------- | ---------------------------------------------------------- | -------------------------------- |
| 135. | Denis Timofejew    | Russland           | D        | Boston Bruins                                              | ZSKA Moskau II (Perwaja Liga)    |
| 136. | Mike York          | Vereinigte Staaten | C        | New York Rangers (von San Jose Sharks)                     | Michigan State University (NCAA) |
| 137. | Richard Seeley     | Kanada             | D        | Los Angeles Kings                                          | Prince Albert Raiders (WHL)      |
| 138. | Eric Gooldy        | Vereinigte Staaten | LW       | Toronto Maple Leafs                                        | Detroit Whalers (OHL)            |
| 139. | Bobby Leavins      | Kanada             | LW       | New York Islanders                                         | Brandon Wheat Kings (WHL)        |
| 140. | Ilja Demidow       | Russland           | D        | Calgary Flames (von Calgary Flames via New York Islanders) | Dynamo Moskau II (Perwaja Liga)  |
| 141. | Peter Sarno        | Kanada             | C        | Edmonton Oilers (von Tampa Bay Lightning)                  | Windsor Spitfires (OHL)          |
| 142. | Kyle Dafoe         | Kanada             | D        | Carolina Hurricanes                                        | Owen Sound Platers (OHL)         |
| 143. | Henrik Petré       | Schweden           | D        | Washington Capitals                                        | Djurgårdens IF (J20 SuperElit)   |
| 144. | Matt Cooke         | Kanada             | LW       | Vancouver Canucks                                          | Windsor Spitfires (OHL)          |
| 145. | Jonathan Desroches | Kanada             | D        | Canadiens de Montréal                                      | Prédateurs de Granby (LHJMQ)     |
| 146. | Jeff Sullivan      | Kanada             | D        | Ottawa Senators                                            | Halifax Mooseheads (LHJMQ)       |
| 147. | Heath Gordon       | Vereinigte Staaten | LW       | Chicago Blackhawks                                         | Green Bay Gamblers (USHL)        |
| 148. | Larry Shapley      | Kanada             | D        | Vancouver Canucks (von Edmonton Oilers)                    | Welland Cougars (GHJHL)          |
| 149. | Nicholas Bilotto   | Kanada             | D        | St. Louis Blues                                            | Harfangs de Beauport (LHJMQ)     |
| 150. | Jeff Katcher       | Kanada             | D        | Los Angeles Kings Anm. 5                                   | Brandon Wheat Kings (WHL)        |
| 151. | Robert Francz      | Deutschland        | LW       | Phoenix Coyotes                                            | Peterborough Petes (OHL)         |
| 152. | Petr Havelka       | Tschechien         | LW       | Pittsburgh Penguins                                        | Sparta Prag U20 (Tschechien U20) |
| 153. | Andrei Skopinzew   | Russland           | D        | Tampa Bay Lightning (von Mighty Ducks of Anaheim)          | TPS Turku (SM-liiga)             |
| 154. | Shawn Degagné      | Kanada             | G        | New York Rangers                                           | Kitchener Rangers (OHL)          |
| 155. | Keith Delaney      | Kanada             | C        | Florida Panthers                                           | Barrie Colts (OHL)               |
| 156. | Brian Campbell     | Kanada             | D        | Buffalo Sabres                                             | Ottawa 67’s (OHL)                |
| 157. | B. J. Young        | Vereinigte Staaten | RW       | Detroit Red Wings                                          | Red Deer Rebels (WHL)            |
| 158. | Jordon Flodell     | Kanada             | D        | Philadelphia Flyers                                        | Moose Jaw Warriors (WHL)         |
| 159. | Sascha Goc         | Deutschland        | D        | New Jersey Devils                                          | Schwenninger Wild Wings (DEL)    |
| 160. | Alexei Timkin      | Russland           | RW       | Dallas Stars                                               | Torpedo Jaroslawl (Superliga)    |
| 161. | David Aebischer    | Schweiz            | G        | Colorado Avalanche                                         | HC Fribourg-Gottéron (NLA)       |

### Runde 7
| #    | Spieler           | Nationalität       | Position | NHL-Team                                                              | College-/Junioren-/Profi-Team         |
| ---- | ----------------- | ------------------ | -------- | --------------------------------------------------------------------- | ------------------------------------- |
| 162. | Joel Trottier     | Kanada             | RW       | Boston Bruins                                                         | Ottawa 67’s (OHL)                     |
| 163. | Joe Dusbabek      | Vereinigte Staaten | RW       | San Jose Sharks                                                       | University of Notre Dame (NCAA)       |
| 164. | Todd Fedoruk      | Kanada             | LW       | Philadelphia Flyers (von Los Angeles Kings)                           | Kelowna Rockets (WHL)                 |
| 165. | Hugo Marchand     | Kanada             | D        | Toronto Maple Leafs                                                   | Tigres de Victoriaville (LHJMQ)       |
| 166. | Kris Knoblauch    | Kanada             | LW       | New York Islanders                                                    | Edmonton Ice (WHL)                    |
| 167. | Jeremy Rondeau    | Kanada             | LW       | Calgary Flames                                                        | Swift Current Broncos (WHL)           |
| 168. | Justin Jack       | Kanada             | RW       | Tampa Bay Lightning                                                   | Kelowna Rockets (WHL)                 |
| 169. | Andrew Merrick    | Vereinigte Staaten | C        | Carolina Hurricanes (von Carolina Hurricanes via Philadelphia Flyers) | University of Michigan (NCAA)         |
| 170. | Eero Somervuori   | Finnland           | RW       | Tampa Bay Lightning (von Washington Capitals)                         | Jokerit Helsinki (SM-liiga)           |
| 171. | Rod Leroux        | Kanada             | D        | Vancouver Canucks                                                     | Seattle Thunderbirds (WHL)            |
| 172. | Ben Guité         | Kanada             | RW       | Canadiens de Montréal                                                 | University of Maine (NCAA)            |
| 173. | Robin Bacul       | Tschechien         | LW       | Ottawa Senators                                                       | Slavia Prag (tschech. Extraliga)      |
| 174. | Jerad Smith       | Kanada             | D        | Chicago Blackhawks                                                    | Portland Winter Hawks (WHL)           |
| 175. | Johan Holmqvist   | Schweden           | G        | New York Rangers Anm. 6                                               | Brynäs IF (Elitserien)                |
| 176. | Kevin Bolibruck   | Kanada             | D        | Edmonton Oilers                                                       | Peterborough Petes (OHL)              |
| 177. | Ladislav Nagy     | Slowakei           | LW       | St. Louis Blues                                                       | Dragon Prešov (slowak. 1. Liga)       |
| 178. | Tony Mohagen      | Kanada             | LW       | Mighty Ducks of Anaheim (von Phoenix Coyotes via Philadelphia Flyers) | Seattle Thunderbirds (WHL)            |
| 179. | Mark Moore        | Kanada             | D        | Pittsburgh Penguins                                                   | Harvard University (NCAA)             |
| 180. | Jim Baxter        | Kanada             | D        | Boston Bruins Anm. 7                                                  | Oshawa Generals (OHL)                 |
| 181. | Mat Snesrud       | Vereinigte Staaten | D        | Mighty Ducks of Anaheim                                               | North Iowa Huskies (USHL)             |
| 182. | Mike Mottau       | Vereinigte Staaten | D        | New York Rangers                                                      | Boston College (NCAA)                 |
| 183. | Tyler Palmer      | Kanada             | D        | Florida Panthers                                                      | Lake Superior State University (NCAA) |
| 184. | Jeremy Adduono    | Kanada             | LW       | Buffalo Sabres                                                        | Sudbury Wolves (OHL)                  |
| 185. | Samuel St. Pierre | Kanada             | RW       | Tampa Bay Lightning Anm. 8                                            | Tigres de Victoriaville (LHJMQ)       |
| 186. | Mike Laceby       | Kanada             | C        | Detroit Red Wings                                                     | Kingston Frontenacs (OHL)             |
| 187. | Chad Hinz         | Kanada             | C        | Edmonton Oilers (von Philadelphia Flyers)                             | Moose Jaw Warriors (WHL)              |
| 188. | Mathieu Benoît    | Kanada             | RW       | New Jersey Devils                                                     | Saguenéens de Chicoutimi (LHJMQ)      |
| 189. | Jeff McKercher    | Kanada             | D        | Dallas Stars                                                          | Barrie Colts (OHL)                    |
| 190. | Shawn Thornton    | Kanada             | RW       | Toronto Maple Leafs (von Colorado Avalanche)                          | Peterborough Petes (OHL)              |

### Runde 8
| #    | Spieler              | Nationalität       | Position | NHL-Team                                   | College-/Junioren-/Profi-Team                |
| ---- | -------------------- | ------------------ | -------- | ------------------------------------------ | -------------------------------------------- |
| 191. | Antti Laaksonen      | Finnland           | LW       | Boston Bruins                              | University of Denver (NCAA)                  |
| 192. | Cam Severson         | Kanada             | LW       | San Jose Sharks                            | Prince Albert Raiders (WHL)                  |
| 193. | Jay Kopischke        | Vereinigte Staaten | LW       | Los Angeles Kings                          | North Iowa Huskies (USHL)                    |
| 194. | Russ Bartlett        | Vereinigte Staaten | C        | Toronto Maple Leafs                        | Phillips Exeter Academy (US High School)     |
| 195. | Niklas Nordgren      | Schweden           | LW       | Carolina Hurricanes Anm. 9                 | MoDo Hockeyklubb (Elitserien)                |
| 196. | Jeremy Symington     | Kanada             | G        | New York Islanders                         | Petrolia Jets (WOJHL)                        |
| 197. | Petr Kuboš           | Tschechien         | D        | Canadiens de Montréal (von Calgary Flames) | HC Petra Vsetín (tschech. Extraliga)         |
| 198. | Shawn Skolney        | Kanada             | D        | Tampa Bay Lightning                        | Seattle Thunderbirds (WHL)                   |
| 199. | Randy Fitzgerald     | Kanada             | LW       | Carolina Hurricanes                        | Detroit Whalers (OHL)                        |
| 200. | Pierre-Luc Therrien  | Kanada             | G        | Washington Capitals                        | Voltigeurs de Drummondville (LHJMQ)          |
| 201. | Denis Martynjuk      | Russland           | LW       | Vancouver Canucks                          | ZSKA Moskau (Wysschaja Liga)                 |
| 202. | Andrei Sidjakin      | Russland           | RW       | Canadiens de Montréal                      | Salawat Julajew Ufa (Superliga)              |
| 203. | Nick Gillis          | Vereinigte Staaten | RW       | Ottawa Senators                            | Cushing Academy (US High School)             |
| 204. | Sergei Schichanow    | Russland           | RW       | Chicago Blackhawks                         | Lada Toljatti (Superliga)                    |
| 205. | Chris Kerr           | Kanada             | D        | Edmonton Oilers                            | Sudbury Wolves (OHL)                         |
| 206. | Bob Haglund          | Vereinigte Staaten | LW       | St. Louis Blues                            | Des Moines Buccaneers (USHL)                 |
| 207. | Aleksandrs Andrejevs | Lettland           | D        | Phoenix Coyotes                            | Weyburn Red Wings (SJHL)                     |
| 208. | Andrew Ference       | Kanada             | D        | Pittsburgh Penguins                        | Portland Winter Hawks (WHL)                  |
| 209. | René Stüssi          | Schweiz            | C        | Mighty Ducks of Anaheim                    | HC Thurgau (NLB)                             |
| 210. | Andrew Proskurnicki  | Kanada             | LW       | New York Rangers                           | Sarnia Sting (OHL)                           |
| 211. | Doug Schueller       | Vereinigte Staaten | D        | Florida Panthers                           | Twin City Vulcans (USHL)                     |
| 212. | Kamil Piroš          | Tschechien         | C        | Buffalo Sabres                             | HC Chemopetrol Litvínov (tschech. Extraliga) |
| 213. | Steve Wilejto        | Kanada             | C        | Detroit Red Wings                          | Prince Albert Raiders (WHL)                  |
| 214. | Marko Kauppinen      | Finnland           | D        | Philadelphia Flyers                        | JyP HT U20 (Nuorten SM-liiga)                |
| 215. | Scott Clemmensen     | Vereinigte Staaten | G        | New Jersey Devils                          | Des Moines Buccaneers (USHL)                 |
| 216. | Alexei Komarow       | Russland           | D        | Dallas Stars                               | Dynamo Moskau II (Perwaja Liga)              |
| 217. | Doug Schmidt         | Vereinigte Staaten | D        | Colorado Avalanche                         | Waterloo Black Hawks (USHL)                  |

### Runde 9
| #    | Spieler              | Nationalität       | Position | NHL-Team                                       | College-/Junioren-/Profi-Team        |
| ---- | -------------------- | ------------------ | -------- | ---------------------------------------------- | ------------------------------------ |
| 218. | Eric Van Acker       | Kanada             | D        | Boston Bruins                                  | Saguenéens de Chicoutimi (LHJMQ)     |
| 219. | Mark Smith           | Kanada             | C        | San Jose Sharks                                | Lethbridge Hurricanes (WHL)          |
| 220. | Konrad Brand         | Kanada             | D        | Los Angeles Kings                              | Medicine Hat Tigers (WHL)            |
| 221. | Jonathan Hedström    | Schweden           | LW       | Toronto Maple Leafs                            | Skellefteå AIK (Division 1)          |
| 222. | Ryan Clark           | Vereinigte Staaten | D        | New York Islanders                             | Lincoln Stars (USHL)                 |
| 223. | Dustin Paul          | Kanada             | RW       | Calgary Flames                                 | Moose Jaw Warriors (WHL)             |
| 224. | Paul Comrie          | Kanada             | C        | Tampa Bay Lightning                            | University of Denver (NCAA)          |
| 225. | Kent McDonell        | Kanada             | RW       | Carolina Hurricanes                            | Guelph Storm (OHL)                   |
| 226. | Matt Oikawa          | Kanada             | RW       | Washington Capitals                            | St. Lawrence University (NCAA)       |
| 227. | Peter Brady          | Kanada             | G        | Vancouver Canucks                              | Powell River Paper Kings (BCHL)      |
| 228. | Jarl Espen Ygranes   | Norwegen           | D        | Canadiens de Montréal                          | Furuset IF (Eliteserien)             |
| 229. | Karel Rachůnek       | Tschechien         | D        | Ottawa Senators                                | AC ZPS Zlín U20 (Tschechien U20)     |
| 230. | Chris Feil           | Vereinigte Staaten | D        | Chicago Blackhawks                             | Ohio State University (NCAA)         |
| 231. | Alexander Fomitschow | Russland           | G        | Edmonton Oilers                                | St. Albert Saints (AJHL)             |
| 232. | Dmitri Plechanow     | Russland           | D        | St. Louis Blues                                | Neftechimik Nischnekamsk (Superliga) |
| 233. | Wyatt Smith          | Vereinigte Staaten | C        | Phoenix Coyotes                                | University of Minnesota (NCAA)       |
| 234. | Eric Lind            | Vereinigte Staaten | D        | Pittsburgh Penguins                            | Avon Old Farms High (US High School) |
| 235. | Tommi Degerman       | Finnland           | C        | Mighty Ducks of Anaheim                        | Boston University (NCAA)             |
| 236. | Richard Miller       | Vereinigte Staaten | D        | New York Rangers                               | Providence College (NCAA)            |
| 237. | Benoît Coté          | Kanada             | C        | Florida Panthers                               | Cataractes de Shawinigan (LHJMQ)     |
| 238. | Dylan Kemp           | Kanada             | D        | Buffalo Sabres                                 | Lethbridge Hurricanes (WHL)          |
| 239. | Greg Willers         | Kanada             | D        | Detroit Red Wings                              | Kingston Frontenacs (OHL)            |
| 240. | Pär Styf             | Schweden           | D        | Philadelphia Flyers                            | MoDo Hockeyklubb U20 (J20 SuperElit) |
| 241. | Jan Srdínko          | Tschechien         | D        | New Jersey Devils                              | HC Petra Vsetín (tschech. Extraliga) |
| 242. | Brett McLean         | Kanada             | C        | Dallas Stars                                   | Kelowna Rockets (WHL)                |
| 243. | Kyle Kidney          | Vereinigte Staaten | LW       | Colorado Avalanche                             | Salisbury School (US High School)    |
| 244. | Marek Ivan           | Tschechien         | LW       | St. Louis Blues Anm. 10                        | Lethbridge Hurricanes (WHL)          |
| 245. | Stephen Lafleur      | Kanada             | D        | Colorado Avalanche (von Boston Bruins Anm. 11) | Belleville Bulls (OHL)               |
| 246. | Jay Henderson        | Kanada             | LW       | Boston Bruins (von Colorado Avalanche Anm. 12) | Edmonton Ice (WHL)                   |

## Statistik
| Rang | Nationalität       | Anzahl |
| ---- | ------------------ | ------ |
|      | Nordamerika        | 169    |
| 1.   | Kanada             | 129    |
| 2.   | Vereinigte Staaten | 40     |
|      | Europa             | 77     |
| 3.   | Russland           | 19     |
| 4.   | Tschechien         | 16     |
| 5.   | Schweden           | 15     |
| 6.   | Finnland           | 12     |
| 7.   | Slowakei           | 6      |
| 8.   | Schweiz            | 3      |
| 9.   | Deutschland        | 2      |
| 10.  | Lettland           | 1      |
| 10.  | Österreich         | 1      |
| 10.  | Ukraine            | 1      |
| 10.  | Belarus            | 1      |

| Rang | Position             | Anzahl |
| ---- | -------------------- | ------ |
| 1.   | Verteidiger          | 91     |
| 2.   | linke Flügelstürmer  | 54     |
| 3.   | rechte Flügelstürmer | 42     |
| 4.   | Center               | 40     |
| 5.   | Torhüter             | 19     |

| Rang | Liga                                            | Anzahl |
| ---- | ----------------------------------------------- | ------ |
| 1.   | Western Hockey League (WHL)                     | 63     |
| 2.   | Ontario Hockey League (OHL)                     | 52     |
| 3.   | National Collegiate Athletic Association (NCAA) | 26     |
| 4.   | Ligue de hockey junior majeur du Québec (LHJMQ) | 19     |
| 5.   | Superliga                                       | 12     |
| 6.   | United States Hockey League (USHL)              | 11     |
| 7.   | Elitserien                                      | 10     |
| 8.   | SM-liiga                                        | 8      |
| 8.   | Tschechische Extraliga                          | 8      |
| 10.  | Tschechien U20                                  | 5      |
| 11.  | US High School                                  | 4      |
| 12.  | International Hockey League (IHL)               | 3      |
| 12.  | Perwaja Liga                                    | 3      |
| 12.  | Slowakische Extraliga                           | 3      |
| 15.  | Division 1                                      | 2      |
| 15.  | J20 SuperElit                                   | 2      |
| 15.  | Nationalliga B (NLB)                            | 2      |
| 15.  | Nuorten SM-liiga                                | 2      |
| 19.  | I-divisioona                                    | 1      |
| 19.  | Alberta Junior Hockey League (AJHL)             | 1      |
| 19.  | British Columbia Hockey League (BCHL)           | 1      |
| 19.  | Deutsche Eishockey Liga (DEL)                   | 1      |
| 19.  | Eliteserien                                     | 1      |
| 19.  | Golden Horseshoe Junior Hockey League (GHJHL)   | 1      |
| 19.  | Nationalliga A (NLA)                            | 1      |
| 19.  | Saskatchewan Junior Hockey League (SJHL)        | 1      |
| 19.  | Slowakische 1. Liga                             | 1      |
| 19.  | Western Ontario Junior Hockey League (WOJHL)    | 1      |
| 19.  | Wysschaja Liga                                  | 1      |

## Rückblick

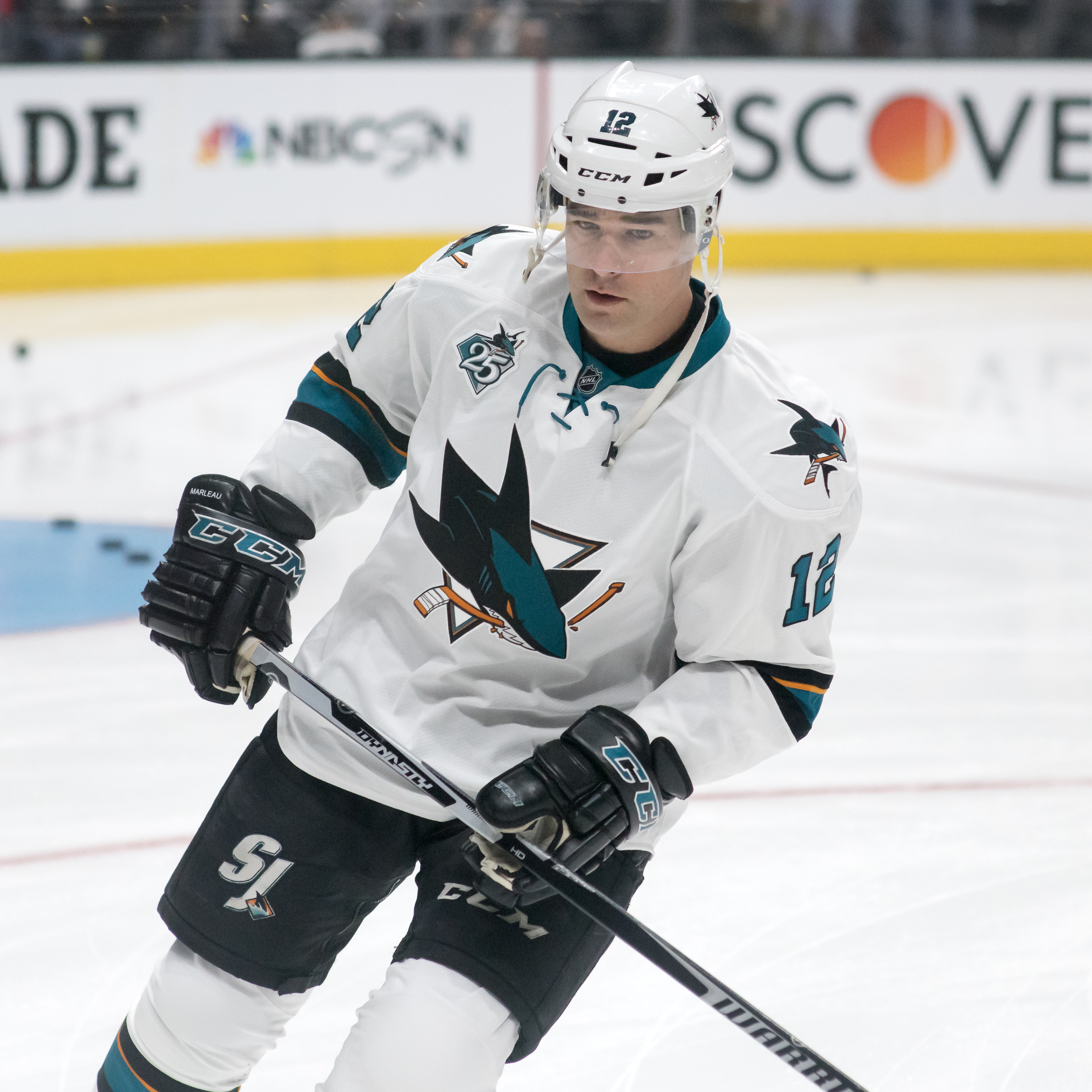
Patrick Marleau, bester Torjäger dieses Jahrgangs

Alle Spieler dieses Jahrgangs haben ihre NHL-Karrieren beendet. Die Tabellen zeigen die jeweils fünf besten Akteure in den Kategorien Spiele, Tore, Vorlagen und Scorerpunkte sowie die fünf Torhüter mit den meisten Siegen in der NHL. Die Statistiken von Thornton und Marleau befinden sich auf dem Stand vom Ende der Spielzeit 2018/19. Darüber hinaus haben 101 der 246 gewählten Spieler (ca. 41 %) mindestens eine NHL-Partie bestritten.
Fett: Bestwert
| Pick | Spieler         | Position | Spiele | Tore | Assists | Punkte |
| ---- | --------------- | -------- | ------ | ---- | ------- | ------ |
| 1.   | Joe Thornton    | C        | 1566   | 413  | 1065    | 1478   |
| 2.   | Patrick Marleau | C        | 1657   | 551  | 615     | 1166   |
| 12.  | Marián Hossa    | RW       | 1309   | 525  | 609     | 1134   |
| 3.   | Olli Jokinen    | C        | 1231   | 321  | 429     | 750    |
| 25.  | Brenden Morrow  | LW       | 991    | 265  | 310     | 575    |
| 156. | Brian Campbell  | D        | 1082   | 87   | 417     | 504    |
| 121. | Jason Chimera   | LW       | 1107   | 186  | 229     | 415    |

| Pick | Spieler          | Spiele | Siege |
| ---- | ---------------- | ------ | ----- |
| 4.   | Roberto Luongo   | 1044   | 489   |
| 161. | David Aebischer  | 214    | 106   |
| 215. | Scott Clemmensen | 191    | 73    |
| 175. | Johan Holmqvist  | 99     | 48    |
| 58.  | Jani Hurme       | 76     | 29    |